# Trilogía cinematográfica de El Señor de los Anillos
La trilogía cinematográfica de El Señor de los Anillos, basada en la novela homónima del escritor británico J. R. R. Tolkien, comprende tres películas épicas de fantasía, acción y aventuras: El Señor de los Anillos: la Comunidad del Anillo (2001), El Señor de los Anillos: las dos torres (2002) y El Señor de los Anillos: el retorno del Rey (2003).
Las tres películas fueron escritas, producidas y dirigidas por Peter Jackson, coescritas por Fran Walsh y Philippa Boyens y distribuidas por New Line Cinema. Considerado como uno de los mayores proyectos cinematográficos alguna vez acometidos, con una recaudación global de más de 2900 millones de dólares, el proyecto completo duró ocho años, con la filmación simultánea de las tres películas y rodadas enteramente en la tierra natal de Jackson, Nueva Zelanda.
Aun con algunas variaciones, la trilogía se ciñe en líneas generales a la trama principal de la novela sobre la que se basa. Ambientada en el ficticio mundo de la Tierra Media, sigue las aventuras del hobbit Frodo Bolsón y sus compañeros en su misión de destruir el Anillo Único y asegurar así la aniquilación del Señor Oscuro, Sauron. Sin embargo, esa comunidad se rompe y Frodo continúa la aventura junto a su fiel compañero Sam y el traicionero Gollum. Por otro lado, el mago Gandalf y Aragorn, heredero en el exilio del trono de Gondor, se unen y lideran a los pueblos libres de la Tierra Media durante varias batallas contra las fuerzas del mal.
La trilogía cosechó un gran éxito de taquilla: las películas alcanzaron, respectivamente, los puestos 26.º, 19.º y 6.º entre las más taquilleras de la historia. También fueron aclamadas por la crítica, al obtener un total de diecisiete premios Óscar, diez premios BAFTA y cuatro premios Globo de Oro, así como amplias alabanzas hacia el reparto y las innovaciones en lo referente a efectos especiales digitales. Cada película de la trilogía fue reeditada como versión extendida, lanzada un año después del lanzamiento en DVD de la versión proyectada en las salas de cine.

## Antecedentes

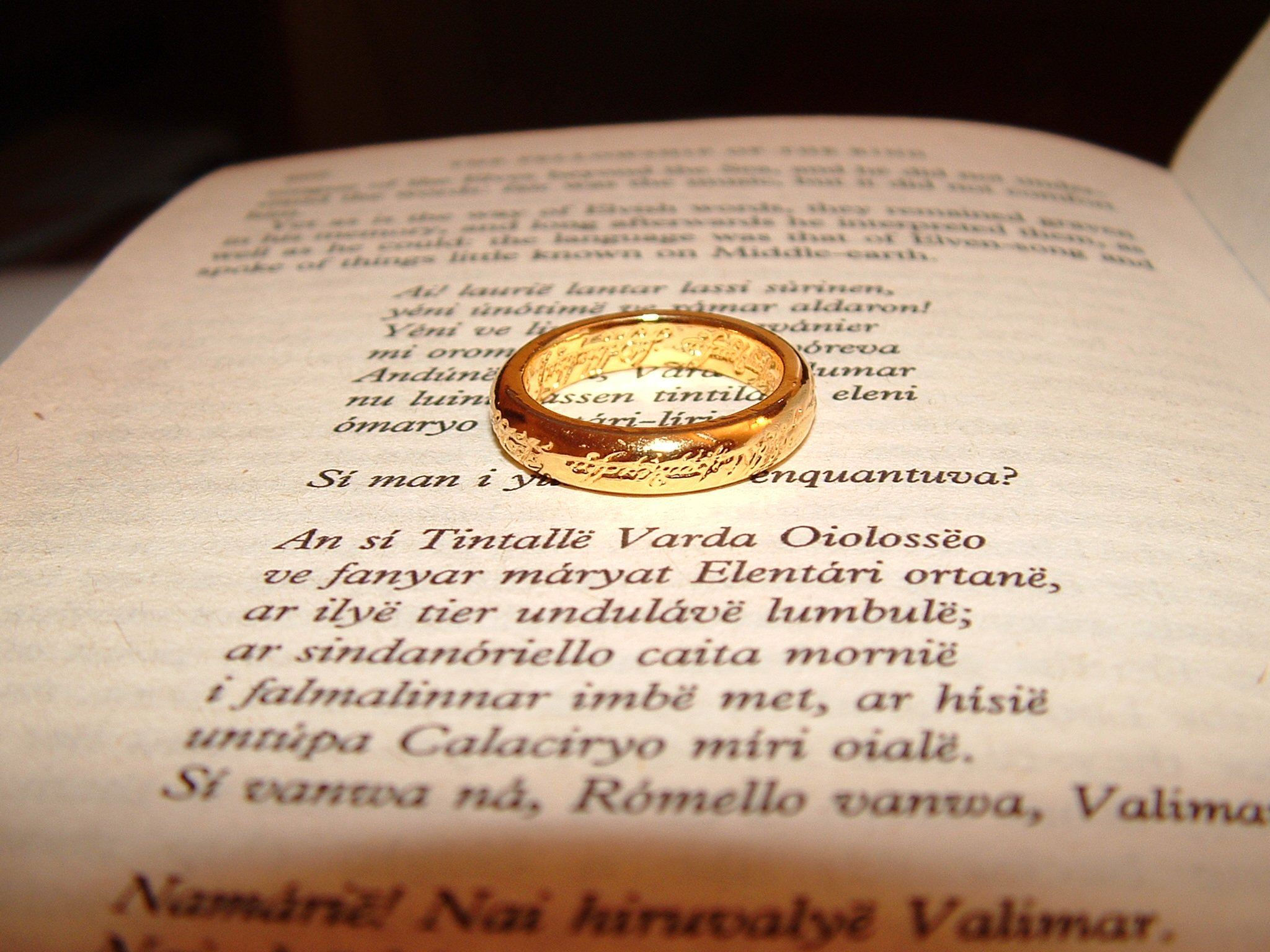
Una página del libro La Comunidad del Anillo, junto con una réplica del Anillo Único.

La primera vez que el neozelandés Peter Jackson tuvo conocimiento del libro El Señor de los Anillos ocurrió después de ver la película homónima de 1978, dirigida por Ralph Bakshi, la cual «disfrutó y quiso saber más al respecto». Tiempo después, cuando tenía 17 años de edad, leyó una edición basada en el libro durante un viaje en tren que duró veinte horas desde Wellington hasta Auckland. Curiosamente la banda de rock The Beatles había propuesto al director Stanley Kubrick filmar una película basada en el libro, pero a pesar de que United Artists tenía los derechos del libro en ese momento, Kubrick rechazó la oferta creyendo imposible recrear los escenarios y los personajes.
En 1995, durante la producción de The Frighteners, Jackson consideró dirigir una adaptación de El Señor de los Anillos, al cuestionarse «por qué nadie parecía hacer nada sobre ello». A partir de los nuevos logros en el apartado de los efectos por computadora tras el éxito de Parque Jurásico (1993), empezó a concebir una película de fantasía que fuese relativamente seria, y que se sintiera «real». Junto con su esposa, Fran Walsh, inició un proyecto para adaptar El hobbit y El Señor de los Anillos al cine. Su agente, Ken Kamins, les informó de que Saul Zaentz poseía los derechos de las obras desde principios de los años 1970, así que se pusieron en contacto con el presidente de Miramax Films, Harvey Weinstein, quien se mostró muy interesado por el proyecto. El plan inicial consistía en realizar la película de El hobbit y, si tenía éxito, continuar con El Señor de los Anillos, dividida en dos partes, pero las negociaciones con Zaentz se alargaron y además solo poseía los derechos de producción de la primera novela, no los de distribución, que estaban en propiedad de United Artists. En abril de 1996, debido a que la cuestión legal sobre los derechos seguía sin resolverse, Jackson recibió una oferta para dirigir la nueva versión de la novela El planeta de los simios, de 20th Century Fox, y otra para King Kong, de Universal Studios; este último proyecto le entusiasmaba tanto como El Señor de los Anillos y decidió aceptarlo, provocando así el enfado de Weinstein. El director propuso un acuerdo entre ambas compañías con el fin de arreglar la situación y se repartieron los derechos de las películas en Estados Unidos y el extranjero, incorporando Shakespeare in Love al trato. No obstante, surgieron problemas de itinerario en cuanto a la elección de locaciones para King Kong, por lo que optó finalmente por enfocarse en El Señor de los Anillos. Ante esto, Universal canceló el proyecto de King Kong y, el 22 de enero de 1997, Weinstein consiguió por fin los derechos de El Señor de los Anillos.

## Preproducción

### Guion

#### Vínculo con Miramax
Inmediatamente después de obtener los derechos de la novela, se dio paso a una etapa de tracto sucesivo para arreglar debidamente el acuerdo final de los derechos. Mientras tanto, Jackson y Walsh pidieron al director y guionista Costa Botes que escribiera una sinopsis del libro, a la misma vez que ellos lo leían de nuevo. Aproximadamente tres meses después, concluyeron su primer boceto. La primera película abarcaría las futuras tramas de La Comunidad del Anillo, Las dos torres y el comienzo de El retorno del Rey, finalizando con la muerte de Saruman, y con Gandalf y Pippin apresurándose para llegar a Minas Tirith. En este tratamiento, Gwaihir y Gandalf visitan Edoras una vez que escapan de Saruman, Gollum ataca a Frodo cuando la Comunidad aún no se ha roto, y los personajes de Maggot, Glorfindel, Radagast, Elladan y Elrohir están presentes en la historia. Bilbo asiste al Concilio de Elrond, Sam ve a través del espejo de Galadriel, Saruman se redime antes de morir y los Nazgûl simplemente se redimen en el Orodruin antes de caer. Presentaron su guion a Harvey y a Bob Weinstein, este último mostrándose impresionado con su redacción, considerando que no había leído el libro antes. Así, decidieron dar luz verde a la producción de dos cintas con un presupuesto total de 75 millones de USD.
A mediados de 1997, Jackson y Walsh comenzaron a reescribir el guion con Stephen Sinclair. La compañera de Sinclair, Philippa Boyens, era una gran seguidora de la novela y se unió al equipo de redacción una vez que leyó su libreto original. Tomó un total de 14 meses aproximadamente escribir los guiones de las dos películas, los cuales tenían 147 y 144 páginas, respectivamente. Sinclair abandonó el proyecto poco después, debido a otros compromisos cinematográficos. Entre las modificaciones en los nuevos guiones se hallaba la escena donde Sam es atrapado mientras espía a Gandalf y Frodo, por lo cual es obligado a ir con este último, como ocurre en la novela, en vez de que Sam, Merry y Pippin se enteren por su cuenta del Anillo Único y voluntariamente decidan ir. Asimismo, Denethor acudía al Concilio acompañado de su hijo Boromir, Arwen rescataba a Frodo y mataba al Señor de los Nazgûl, mientras que la escena de acción donde aparece un trol en una caverna era distinta.
Los problemas se presentaron cuando el productor Marty Katz fue enviado a Nueva Zelanda; tras pasar cuatro meses ahí, Katz le dijo a Miramax que las cintas tendrían un costo de 150 millones USD, por lo que Miramax no sería capaz de financiarlas y, con 15 millones USD ya gastados en la preproducción, decidieron producir una sola película en vez de las dos que se tenían contempladas. El 17 de junio de 1998, Bob Weinstein presentó el libreto de una versión cinematográfica de dos horas de El Señor de los Anillos. Sugirió eliminar Bree, la batalla del Abismo de Helm y a Saruman, fusionar Rohan y Gondor, reducir Rivendel y Moria, incorporar Ents en la secuencia donde Merry y Pippin son secuestrados por Uruk-hai para prevenir esto último, y cambios en las relaciones entre los personajes, destacando Éowyn como hermana de Boromir. Jackson se opuso a la idea de «recortar la mitad de las cosas buenas del guion», a lo que Miramax declaró que cualquier guion o trabajo completado por Weta Workshop era de su propiedad. Jackson recorrió entonces los estudios de Hollywood en busca de una nueva productora durante cuatro semanas, mostrando un video de 35 minutos de su trabajo, hasta encontrarse con Mark Ordesky, un viejo amigo que trabajaba en New Line Cinema y que le consiguió una reunión con su presidente, Robert Shaye. Shaye miró el video y le preguntó a Jackson por qué proponían dos películas cuando la novela había sido publicada en tres partes; su idea era producir una trilogía. A partir de entonces, Jackson, Walsh y Boyens comenzaron a escribir tres nuevos libretos para la trilogía.

#### New Line Cinema y la trilogía
La concepción de una trilogía cinematográfica garantizó a los guionistas una mayor libertad creativa, aunque Jackson, Walsh y Boyens tuvieron que restructurar su guion. Al final, las tres adaptaciones no correspondían exactamente con los tres volúmenes de la trilogía, y constituían en cambio una adaptación de tres partes del material original. Jackson tomó un enfoque más cronológico de la historia en comparación con la de Tolkien: la búsqueda de Frodo pasó a ser el tema central de la trilogía de filmes, mientras que Aragorn serviría como eje secundario, y varias escenas que no contribuían directamente a esos dos hilos argumentales se suprimieron. En el proceso, se procuró que el guion guardara conclusiones satisfactorias, asegurándose que la revelación de la historia de los personajes y los sucesos no alteraran el ritmo de la cinta. Tras incorporar nuevas secuencias, el trío expandió elementos que Tolkien había mantenido ambiguos en su novela, tales como las batallas y las criaturas. Aún en pleno rodaje, los guiones continuaron modificándose de forma constante, en parte debido a las contribuciones del elenco, que buscaba explorar más a fondo sus personajes. Uno de los cambios más notables en el libreto original fue el personaje de Arwen, que originalmente se planeó que actuara como una princesa guerrera. Al final, regresó a la descripción original de Tolkien, permaneciendo inactiva físicamente en la historia (aunque envía apoyo moral y militar a los protagonistas).
Antes de que se incluyera un prólogo para explicar la historia del Anillo Único, La Comunidad del Anillo abría con una escena en la que Bilbo comienza a escribir su libro, Historia de una ida y una vuelta, y describe a los hobbits en el capítulo inicial, al igual que J. R. R. Tolkien hace en El Señor de los Anillos. No obstante, cuando se añadió el prólogo sobre el Anillo al guion, esta escena fue suprimida y posteriormente añadida en la versión extendida de la película. La ausencia de varios personajes, como Tom Bombadil y el viejo Hombre-Sauce, se debió a su poco o nulo aporte a la trama principal de las películas: el viaje de Frodo a Mordor para destruir el Anillo. Asimismo el papel que algunos personajes menores tienen en la novela fue concedido a otros más relevantes en la trilogía. Tal es el caso de la Compañía Gris, formada por Elladan, Elrohir, Halbarad y treinta montaraces, quienes en la novela retransmiten a Aragorn un mensaje de Elrond durante el acantonamiento de Rohan y en la trilogía es él mismo quien se lo comunica. Jackson, Walsh y Boyens aprovecharon además la presencia del elfo junto a Aragorn para que le entregara a Narsil, cuya reforja fue aplazada hasta El retorno del Rey para dar a la escena una mayor importancia. Con el fin de aumentar la presencia de Arwen y así mantener la conexión amorosa entre ella y Aragorn, los guionistas decidieron que reemplazara a Glorfindel y la incluyeron en otras escenas, como Lothlórien o la Batalla del Abismo de Helm. No obstante, durante el rodaje se filtró información en Internet sobre estos cambios y los fanáticos se alzaron en contra de ellos, lo que obligó a los guionistas a modificar el libreto y a suprimir las apariciones del personaje en Lothlórien y Cuernavilla. Entonces decidieron acudir a los apéndices de El Señor de los Anillos, donde J. R. R. Tolkien incluyó un fragmento de la historia de amor entre Aragorn y Arwen, para incluir nuevas escenas de la pareja. Por otro lado, crearon al personaje de Lurtz exclusivamente para La Comunidad del Anillo debido a la ausencia de villanos móviles y para dar mayor fuerza a la escena donde Boromir muere, pasando a ser él su asesino y no un uruk-hai anónimo.

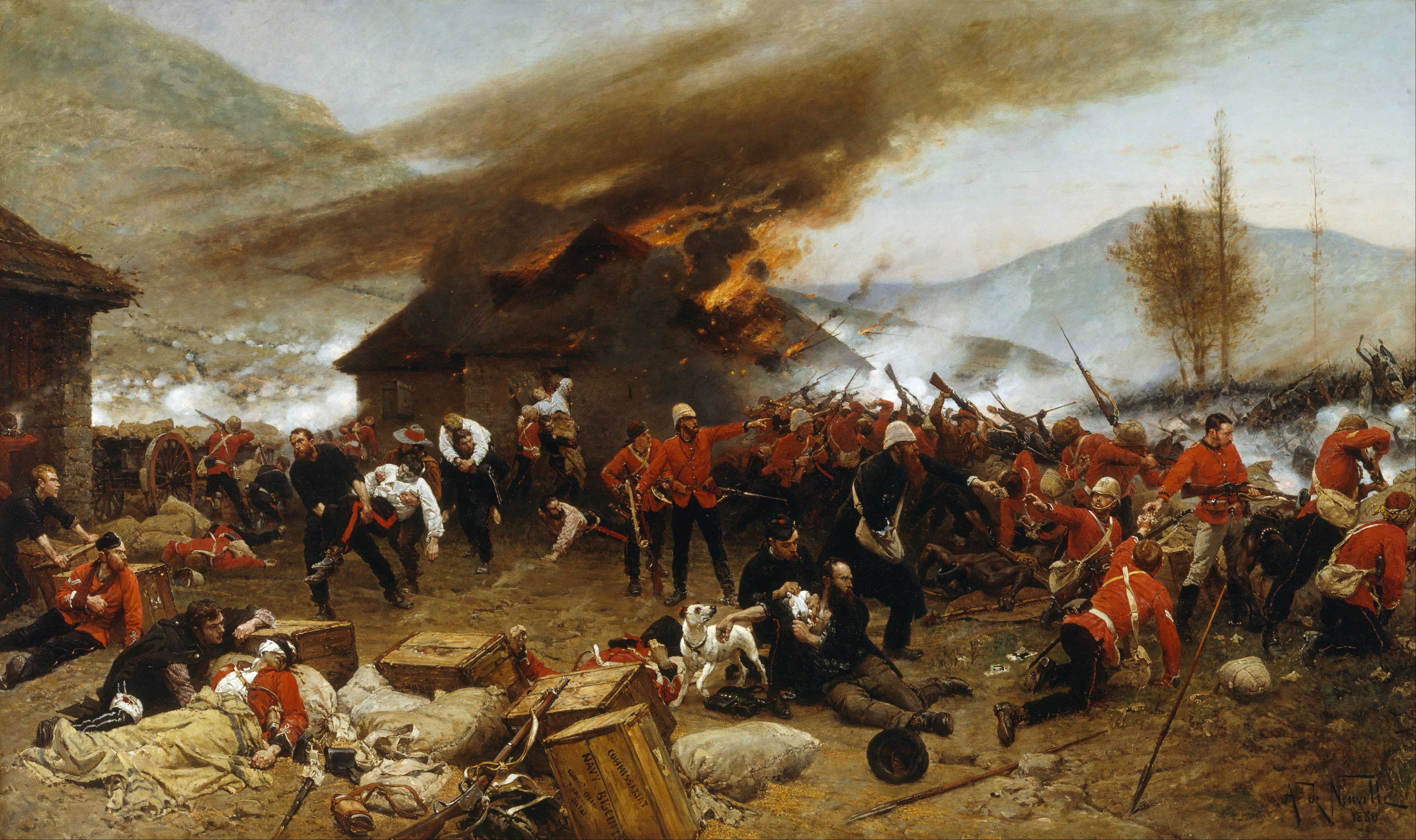
La defensa de Rorke's Drift, por Alphonse de Neuville (1880). Recreada en la película Zulú (1964), donde 140 soldados británicos se enfrentaron a unos 4000 guerreros zulúes, sirvió como inspiración a Peter Jackson para crear la Batalla del Abismo de Helm.

El libreto de la segunda película fue considerado por los guionistas como el más difícil de elaborar, debido a que sigue tres líneas argumentales diferentes. New Line quería un prólogo que recordara lo ocurrido en La Comunidad del Anillo, pero Jackson, Walsh y Boyens se negaron para evitar un exceso de información y decidieron incluir la lucha entre Gandalf y el balrog en Moria, que estaba pensada desde los guiones iniciales como una escena mucho más extensa y que había sido rechazada debido al alto presupuesto que suponían sus efectos especiales. La inclusión de Ella-Laraña en Las dos torres fue descartada desde el principio para evitar su coincidencia en pantalla con el clímax del Abismo de Helm. Con ello la historia de Frodo, Sam y Gollum perdió fuerza y los guionistas alteraron la trama para incluirles en el ataque a Osgiliath, también con la intención de reforzar la maldad del Anillo y la tentación que despierta, en este caso al personaje de Faramir, que en la novela presta su ayuda sin más a los hobbits. Por deseo de Jackson, la Batalla del Abismo de Helm siguió el mismo patrón que la Batalla de Rorke's Drift en la película Zulú (1964), de Cy Endfield.
La escena inicial de El retorno del Rey era un sueño de Aragorn en donde veía los Senderos de los Muertos, pero finalmente se sustituyó por otra descartada en Las dos torres: un flashback ampliado únicamente por Walsh que muestra el hallazgo del Anillo por parte de Sméagol y su posterior deterioro hasta convertirse en Gollum. La aparición del Saneamiento de la Comarca fue descartada pronto y la muerte de Saruman, que en la novela ocurre durante este pasaje, fue trasladada a lo alto de Orthanc. En un principio tenía lugar al final de Las dos torres, pero el guion fue modificado nuevamente para no romper el clímax final del Abismo de Helm y la escena fue trasladada al inicio de El retorno del Rey. En un principio, los guionistas escribieron escenas finales para todos los miembros de la Compañía del Anillo e incluso fueron rodadas, pero finalmente solo incluyeron la de Aragorn y se centraron en el deterioro de Frodo a causa del viaje.

## Producción

### Diseño de producción y vestuario
Jackson comenzó el guion gráfico de la trilogía junto con Christian Rivers en agosto de 1997, asignándole al mismo tiempo a su equipo de trabajo las labores de diseño de la Tierra Media. El resultado fue una versión 2D en blanco y negro de la película, que incorporaba guiones animados filmados con imágenes, voces y piezas musicales temporales con la finalidad de tener una visión más clara del estilo que tendría la trilogía. Para los efectos visuales, Jackson usó una pequeña cámara de video para grabar los modelos de los sets (una técnica que aprendió de Industrial Light & Magic), planeando en el proceso las secuencias de batalla que incorporaría luego en las cintas. La grabación de los sets miniatura le permitiría a su vez improvisar las secuencias de acción, como el colapso de la escalinata de Moria (que nunca se contempló en ningún guion). Además, utilizó 40 000 soldados de juguete para el guion animado. Este proceso se repetiría en plena producción para añadir escenas como la de los Ents atacando Isengard, y el sitio de Minas Tirith, en febrero de 2003.

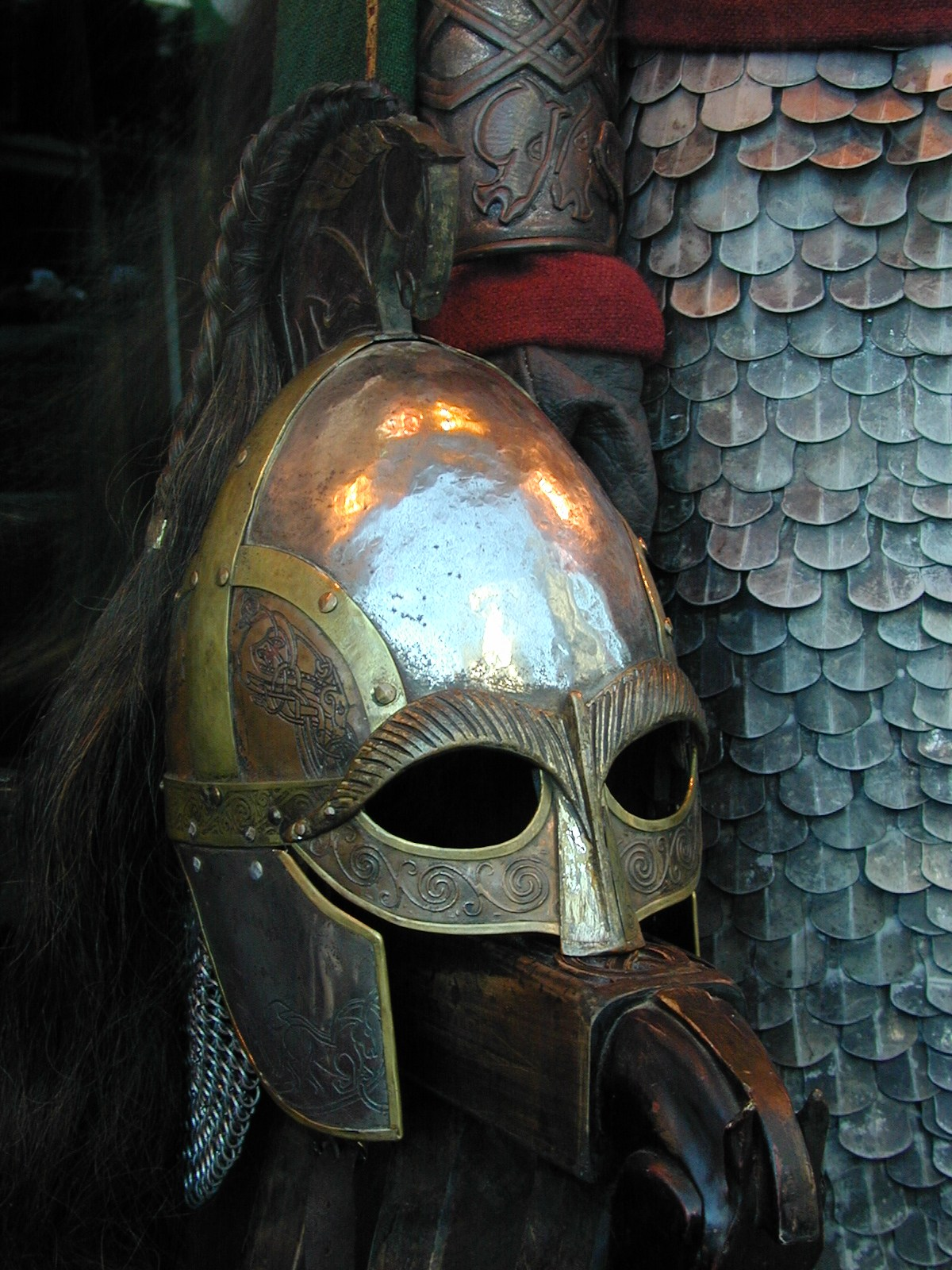
Casco Rohirrim, tal y como aparece en la trilogía.

Poco después, contrató a Richard Taylor para que dirigiera a Weta Workshop en el diseño de cinco elementos: las armaduras, el armamento, las prótesis/maquillaje, las criaturas y las miniaturas. Cuando el equipo de diseñadores de Weta Workshop comenzó a esbozar las primeras armaduras para las películas, no tenían demasiados conocimientos sobre el tema y carecían de un experto que les pudiera orientar. Por ello, los primeros diseños eran poco reales, aunque ya comenzaban a aparecer aspectos que se mantendrían en las armaduras definitivas. Con la incorporación al equipo de Alan Lee y John Howe –experto en armaduras– en noviembre de 1997, los diseños comenzaron a tomar forma. La mayor parte de las imágenes en los filmes se halla basada en muchas de sus ilustraciones. Grant Major, diseñador de producción, tuvo a su cargo la tarea de convertir los diseños de Lee y Howe en modelos arquitectónicos, para lo cual comenzó a crear los sets, mientras que Dan Hennah colaboró como director artístico buscando locaciones y organizando la construcción de los sets.
La visión de la Tierra Media que tenía Jackson era descrita por Randy Cook como «Ray Harryhausen conoce a David Lean». Jackson quería un realismo descarnado y un vínculo histórico para la fantasía, por lo que intentó hacer que el mundo de la Tierra Media luciera razonable y creíble. Por ejemplo, el ejército de Nueva Zelanda ayudó a construir Hobbiton meses antes de que la filmación comenzara para que la vegetación pudiera crecer hasta entonces. A su vez, las criaturas se diseñaron para ser biológicamente creíbles, tales como las enormes alas de las «bestias caídas» que les ayudan a los Nazgûl a volar. En total, Weta Workshop creó un total de 48 000 piezas de armadura, 500 arcos y 10 000 flechas. Asimismo, produjo varias prótesis, tales como 1800 pares de pies Hobbit para los protagonistas, al igual que muchas orejas, narices y cabezas para el reparto. Ngila Dickson fue contratada el 1 de abril de 1999 para dirigir la creación de los diferentes vestuarios. Dickson y otras 40 costureras más trabajaron en torno a más de 19 000 atuendos basados en la época. Debido al gran calendario de rodaje, se tenían que hacer diez versiones de cada vestimenta, y después 30 más para maniobras, personas a escala y otros dobles, por lo que todos los diseños tendrían 40 versiones. Cada objeto fue diseñado especialmente por el departamento de arte de Weta.
El departamento de arte tuvo mucho cuidado en lo que concierne a la naturaleza –tomando en cuenta la importancia hacia Tolkien–, tal como trasladar las plantas de la ubicación de Edoras en un vivero. En ocasiones moldeaban figuras a partir de rocas reales y cortezas de árboles, al igual que colocar ramas en una estructura de acero con poliestireno para crear árboles más convincentes. Brian Massey dirigió el departamento de ecología, e incluso escribió un folleto sobre el crecimiento de los árboles cuando se quejó de los elementos de utilería, al describirlos «muy cónicos» para Lothlórien cuando el momento llegó para el bosque Fangorn. La numerosa utilería que se encuentra presente en la trilogía fue, en su totalidad, originalmente diseñada a diferentes escalas, por lo que muchos artesanos fueron contratados; destaca Jens Hansen, que creó 15 réplicas del Anillo Único. Las estatuas fueron esculpidas en poliestireno, aunque algunos modelos de tronos vistos en la trilogía efectivamente se elaboraron en mármol, piedra y madera como debían de ser debido a las descripciones de la novela. Se contrató además a Daniel Reeve para escribir y confeccionar libros, documentos, mapas, diagramas e inclusive grafitos de Orcos que pueden notarse en las películas.

### Reparto
La siguiente tabla recoge una relación de aquellos personajes ficticios que intervienen de una manera más o menos activa en la trama de la trilogía con los actores que les interpretaron o que les prestaron su voz, incluyendo sus apariciones en las versiones extendidas de las películas.
| Personaje                   | Película                                     | Película               | Película                           |
| Personaje                   | La Comunidad del Anillo                      | Las dos torres         | El retorno del Rey                 |
| --------------------------- | -------------------------------------------- | ---------------------- | ---------------------------------- |
| Aragorn                     | Viggo Mortensen                              | Viggo Mortensen        | Viggo Mortensen                    |
| Arwen                       | Liv Tyler                                    | Liv Tyler              | Liv Tyler                          |
| Bárbol                      |                                              | John Rhys-Davies (voz) | John Rhys-Davies (voz)             |
| Bilbo Bolsón                | Ian Holm                                     |                        | Ian Holm                           |
| Frodo Bolsón                | Elijah Wood                                  | Elijah Wood            | Elijah Wood                        |
| Boromir                     | Sean Bean                                    | Sean Bean              | Sean Bean                          |
| Meriadoc «Merry» Brandigamo | Dominic Monaghan                             | Dominic Monaghan       | Dominic Monaghan                   |
| Celeborn                    | Marton Csokas                                |                        | Marton Csokas                      |
| Denethor                    |                                              | John Noble             | John Noble                         |
| Elrond                      | Hugo Weaving                                 | Hugo Weaving           | Hugo Weaving                       |
| Éomer                       |                                              | Karl Urban             | Karl Urban                         |
| Éowyn                       |                                              | Miranda Otto           | Miranda Otto                       |
| Faramir                     |                                              | David Wenham           | David Wenham                       |
| Galadriel                   | Cate Blanchett                               | Cate Blanchett         | Cate Blanchett                     |
| Gamelin                     |                                              | Bruce Hopkins          | Bruce Hopkins                      |
| Samsagaz «Sam» Gamyi        | Sean Astin                                   | Sean Astin             | Sean Astin                         |
| Gandalf                     | Ian McKellen                                 | Ian McKellen           | Ian McKellen                       |
| Gimli                       | John Rhys-Davies                             | John Rhys-Davies       | John Rhys-Davies                   |
| Gríma                       |                                              | Brad Dourif            | Brad Dourif                        |
| Haldir                      | Craig Parker                                 | Craig Parker           |                                    |
| Legolas                     | Orlando Bloom                                | Orlando Bloom          | Orlando Bloom                      |
| Lurtz                       | Lawrence Makoare                             |                        |                                    |
| Rey Brujo                   | Shane Rangi Brent McIntyre Andy Serkis (voz) |                        | Lawrence Makoare Andy Serkis (voz) |
| Saruman                     | Christopher Lee                              | Christopher Lee        | Christopher Lee                    |
| Sméagol/Gollum              | Andy Serkis                                  | Andy Serkis            | Andy Serkis                        |
| Théoden                     |                                              | Bernard Hill           | Bernard Hill                       |
| Peregrin «Pippin» Tuk       | Billy Boyd                                   | Billy Boyd             | Billy Boyd                         |
| Personajes históricos       |                                              |                        |                                    |
| Déagol                      |                                              |                        | Thomas Robins                      |
| Elendil                     | Peter McKenzie                               |                        |                                    |
| Gil-galad                   | Mark Ferguson                                |                        |                                    |
| Isildur                     | Harry Sinclair                               |                        | Harry Sinclair                     |

### Rodaje

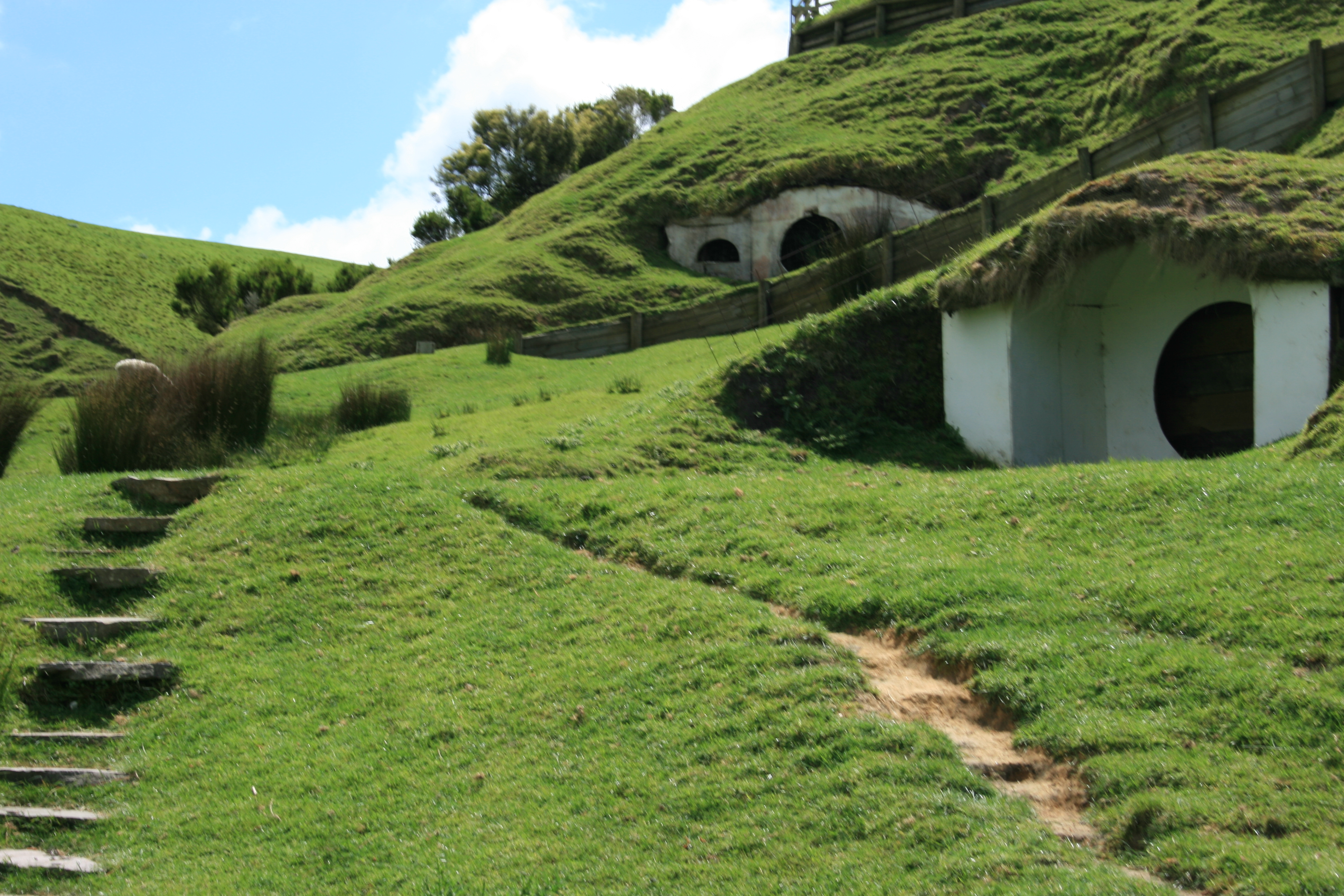
Hobbiton se recreó en el pueblo de Matamata, en Waikato, Nueva Zelanda.

El rodaje principal de las tres películas se realizó simultáneamente en Nueva Zelanda desde el 11 de octubre de 1999 hasta el 22 de diciembre de 2000, en un periodo de 438 días. Se realizaron rodajes menores adicionales anualmente desde 2001 a 2004. La trilogía se rodó en más de 150 localizaciones, con siete unidades diferentes rodando, además de rodaje de sonido en los alrededores de Wellington y Queenstown. Además de Peter Jackson como director de toda la producción, entre los directores de las distintas unidades estaban John Mahaffie, Geoff Murphy, Fran Walsh, Barrie Osbourne, Rick Porras y algún que otro asistente del director, productor o guionista disponible. Jackson, quien controlaba todas esas unidades vía satélite y con la presión añadida de constantes reescrituras del guion y el visionado del resultado de las interpretaciones rodadas por las distintas unidades, solo podía dormir por la noche apenas cuatro horas. Debido a las distancias de algunos de los lugares de filmación, el equipo técnico llevaba consigo kits de supervivencia en caso de que los helicópteros no pudieran llegar a la localización para traerlos a casa a tiempo. El Departamento de Conservación de Nueva Zelanda fue juzgado por aprobar la filmación en parques nacionales sin la consideración adecuada de los efectos ambientales adversos y sin notificación pública. Los efectos desfavorables de la filmación de las secuencias de batalla en el parque nacional de Tongariro provocaron la restauración del trabajo hecho.

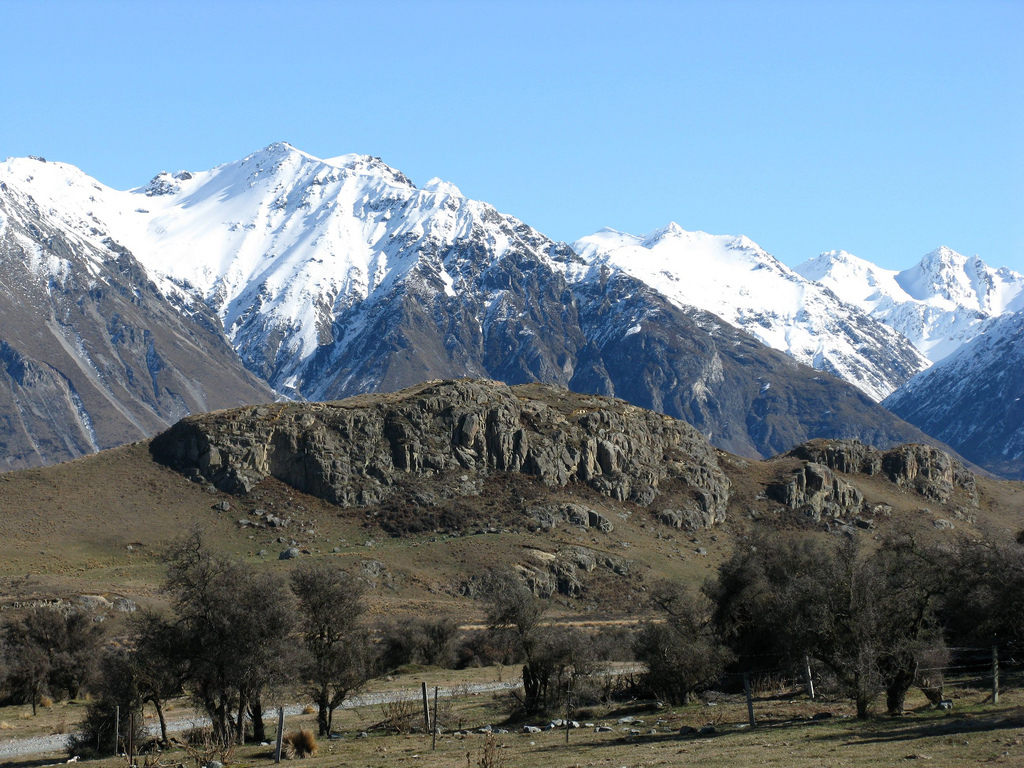
El monte Sunday sirvió como localización para recrear Edoras.

De esta manera, a finales de 1999, la secuencia hacia Bree en la que los hobbits Frodo, Sam, Merry y Pippin se esconden debajo de un árbol de un Espectro del Anillo fue la primera escena que se rodó. Durante estos primeros periodos de filmación, el enfoque principal giraba en torno a La Comunidad del Anillo, más concretamente cuando los mencionados hobbits procuran llegar a Rivendel, como una sola noche en los exteriores de Bree; esto con el objetivo de que los cuatro actores se acoplaran más como personajes compañeros. Unidades secundarias rodaron también para la persecución del río de Bruinen y la deforestación de Isengard. Por lo general, Liv Tyler solo iba a Nueva Zelanda por escenas que requerían de peligrosos movimientos y pasaron cinco días para que rodara la escena hacia Bruinen mientras que su doble Jane Abbott montaba a caballo. En cambio, durante el primer mes de rodaje, Viggo Mortensen se unió al reparto poco después de que se hubiese concluido que el actor Stuart Townsend parecía muy joven como para interpretar a Aragorn. Mortensen comenzó grabando la escena de su lucha contra los Espectros del Anillo en la Cima de los Vientos sin haber recibido ningún entrenamiento especial en concepto de manejo de la espada. No obstante, disponía del tiempo suficiente como para tomar un curso de esgrima con el maestro Bob Anderson, impresionando al equipo de la película dada su habilidad para meterse rápidamente en su papel y su participación en todos los detalles de su personificación.

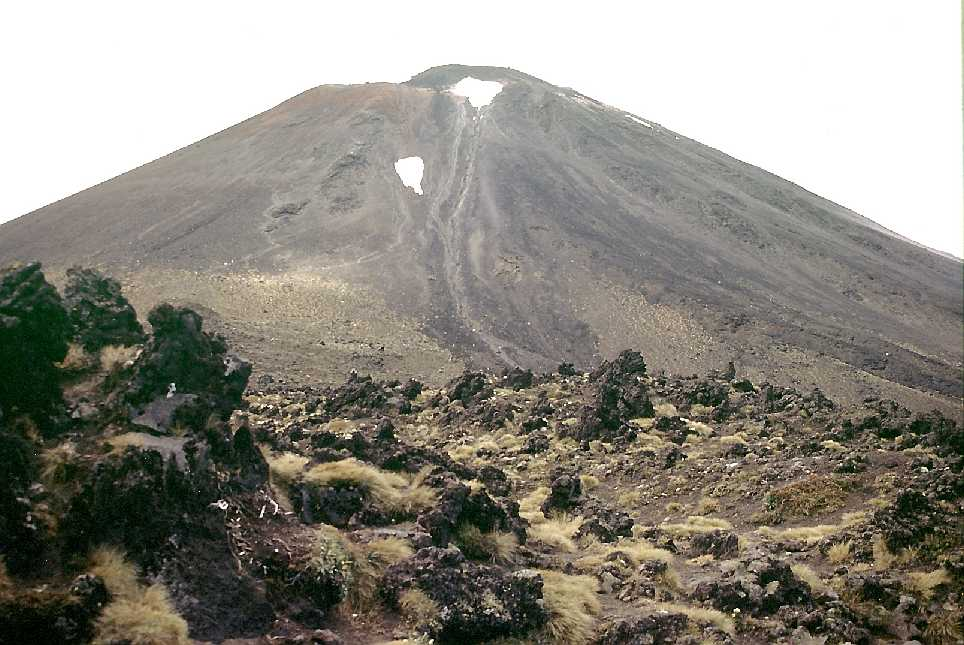
El monte Ngauruhoe es la locación del Orodruin o Monte del Destino.

Sean Bean empezó a realizar sus respectivas tomas en noviembre de 1999 para la mayoría de sus escenas. En ese mes el equipo de rodaje focalizó su trabajo en la batalla de Amon Hen. Pese a que se filmaba más para La Comunidad del Anillo, las inundaciones en Queenstown obligaron a la producción a grabar los interiores de montañas de El retorno del Rey en los que participan Elijah Wood y Sean Astin. Por su parte, tras un descanso en Navidad, Ian McKellen se unió al rodaje el 17 de enero de 2000, justo cuando acababa de terminar su trabajo para X-Men. McKellen no trabó amistad con los actores de los hobbits sino hasta que el actor Christopher Lee comenzó a filmar en febrero, ya que por lo general trabajaba con su doble a escala. Rodar la secuencia del combate en los interiores de Orthanc, con la ausencia de aire acondicionado (por la atmósfera) y la pesadez tanto de las pelucas como de los atuendos, fue descrita por ambos intérpretes como «fatal». La escena de los Puertos Grises, que toma lugar en El retorno del Rey, se grabó en tres ocasiones dados los malos enfoques de la cámara.

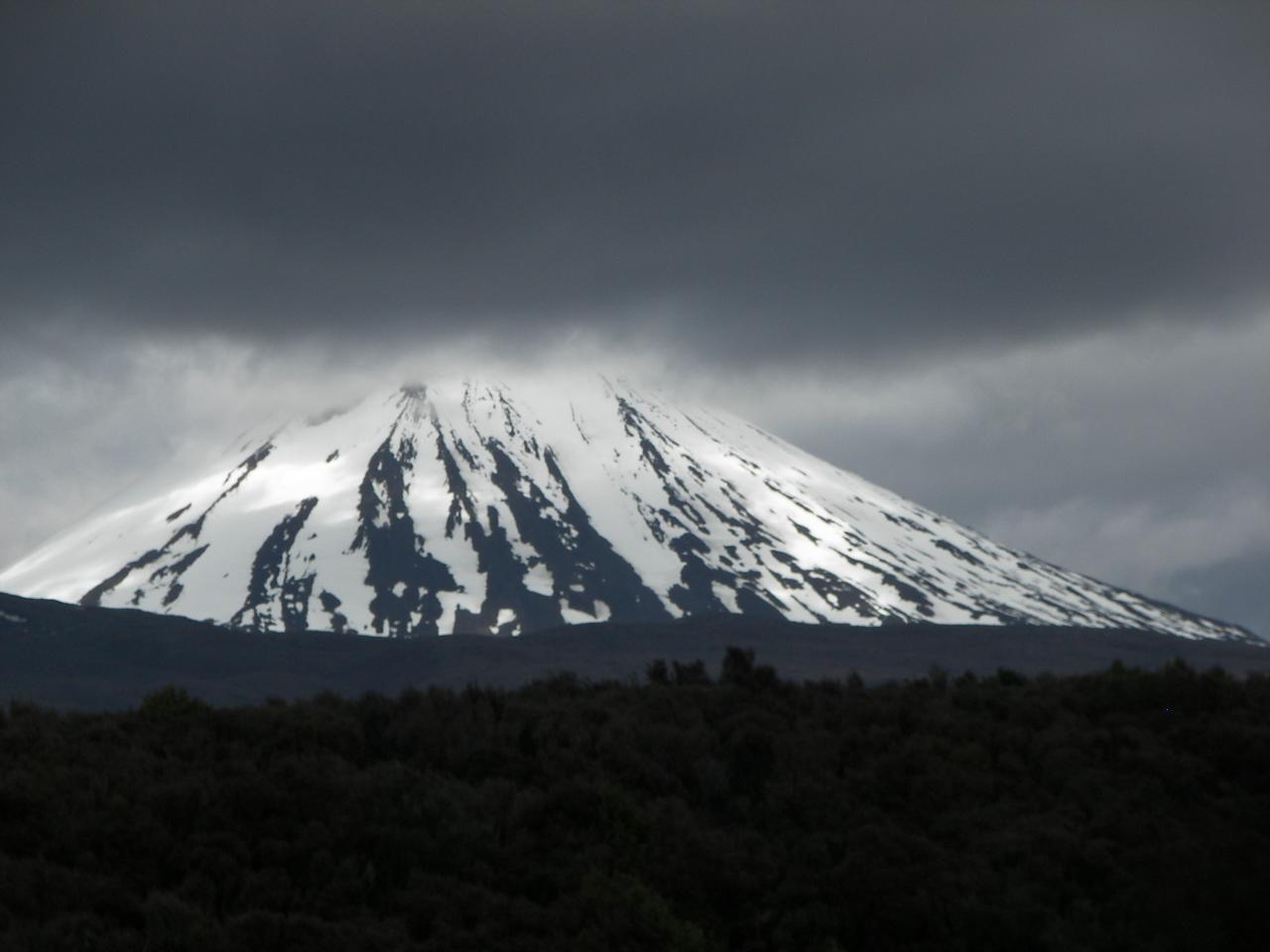
El monte Ruapehu, donde se grabaron parte de las escenas correspondientes a Mordor.

Al momento en el que se filmaba en los exteriores de Hobbiton y Rivendel en el Parque Kaitoke tras la llegada de Ian Holm, en las llanuras de Rohan realizaban sus escenas Mortensen, Orlando Bloom y John Rhys-Davies para la persecución de los uruks, evento que en la novela se describía sobre amplias praderas. Sin embargo, debido a que en Nueva Zelanda no hay praderas, el equipo finalmente accedió a la reserva de Poolburn, en Otago. Durante el rodaje los tres actores principales se lesionaron: Viggo Mortensen se rompió los dedos de un pie al dar una patada a un casco de uruk, Orlando Bloom se fracturó una costilla al caerse de su caballo, y Brett Beattie, doble de Gimli, se dislocó una rodilla. Posteriormente, dedicaron un mes de rodaje durante el día en el Abismo de Helm y otros tres meses durante la noche bajo la dirección de Mahaffie, en la Cantera de Dry Creek fuera de Wellington. Fue entonces cuando la producción se vio en la necesidad de agrandarse, mientras Wood y Astin rodaban escenas en el Monte Ruapehu para Emyn Muil y Orodruin. Asimismo, el 13 de abril de 2000 Andy Serkis formó parte de la producción, instante en el que se filmaron las escenas del prólogo de la primera película, así como la batalla de la puerta negra, misma cuyo rodaje se situó en un antiguo campo de minas en el Desierto de Rangipo y en la que varios soldados sirvieron de extras. La mencionada escena del prólogo ocasionó conflictos al momento de preproducción, pues inicialmente se ideó con el propósito de que en el primer filme Gandalf no dedicara más tiempo en contar la historia que el prólogo presentaría. Tras el regreso de Sean Bean, el reparto de la comunidad procedió al rodaje de la etapa desarrollada en Moria. En junio del mismo año se filmó lo sucedido en los Senderos de los Muertos, entre muchos lugares. Después de diversas escenas, los meses de agosto y septiembre fueron aprovechados en lo que respecta a todo lo relacionado con Isengard, además de que en octubre se montaron los exteriores de Edoras. La escena que concluyó el proceso de filmación es la reacción de los cuatro hobbits de la población de Minas Tirith, inclinándose ante esta.

### Música

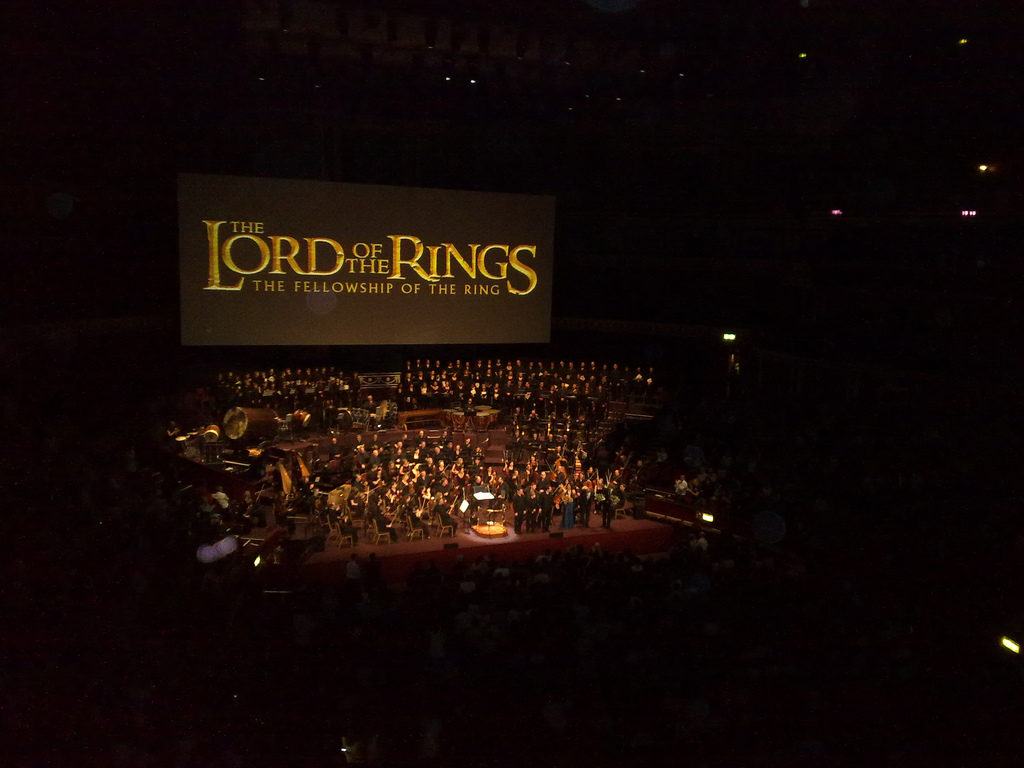
La Orquesta Filarmónica de Londres en un concierto de la música de El Señor de los Anillos en 2009.

Howard Shore compuso la música de la trilogía. Fue contratado en agosto de 2000 y visitó el lugar de rodaje, además de concebir el montaje de la primera y tercera película. En la música, resulta notable cómo Shore incluyó una gran cantidad de motivos con el objetivo de caracterizar a personajes, culturas y diversos escenarios, ya sea, como ejemplo, para los hobbits o al igual que para la Comarca. Aunque para la primera película se había grabado parte de su banda sonora en Wellington, prácticamente toda la banda sonora de la trilogía se grabó en el Ayuntamiento de Watford, en Inglaterra, y se mezcló en los estudios Abbey Road. Asimismo, Jackson calculó en asesorar la realización de la banda sonora por un ciclo de seis semanas cada año en Londres; para Las dos torres, empero, permaneció en la ciudad durante doce semanas. Durante su estancia allí, al ser un aficionado a la banda británica The Beatles, Jackson se fotografió a manera de homenaje en el célebre paso de cebra.
La banda sonora es principalmente interpretada por la Orquesta Filarmónica de Londres, y muchos artistas como Ben Del Maestro, Enya, Renée Fleming, Sir James Galway y Annie Lennox participaron. Incluso los actores Billy Boyd, Viggo Mortensen, Liv Tyler, Miranda Otto (las dos últimas en escenas de la versión extendida) y el director Peter Jackson (en un sonido de gong en la segunda película) contribuyeron también. Fran Walsh y Philippa Boyens también escribieron las letras para varias músicas y canciones, las cuales David Salo tradujo a los lenguajes de Tolkien. La canción final de la tercera película, «Into the West», fue un tributo a un joven cineasta amigo de Jackson y Walsh llamado Cameron Duncan, que murió de cáncer en 2003.
Shore compuso un tema principal para La Comunidad del Anillo en vez de distintos temas para cada personaje, y su fortaleza y debilidad en el volumen se representan a raíz de ciertos puntos de la trilogía. Además de eso, se compusieron temas individuales para representar cada cultura. Adicionalmente, el monto de música al que Shore se vio obligado a escribir cada día para la tercera película se incrementó dramáticamente a alrededor de siete minutos.

## Posproducción
Cada una de las tres películas tuvo un año completo de posproducción antes de sus respectivos estrenos en diciembre de 2001, 2002 y 2003, terminando en octubre o noviembre del año correspondiente. Tras ello, el equipo se ponía a trabajar inmediatamente en la siguiente película. En los últimos meses de cada uno de esos periodos, Jackson se mudaba a Londres para supervisar la grabación de la banda sonora y continuar el montaje, mientras seguían las discusiones con el hotel The Dorchester por ordenador y los efectos digitales por una conexión a Internet de banda ancha desde los Pinewood Studios. Disponía de un enlace de Polycom de vídeo con sonido 5.1 para organizar reuniones, y solía escuchar la nueva música y efectos de sonido en cualquier sitio que estuviera. Las tres versiones extendidas también tuvieron una apretada agenda de postproducción para completar los efectos especiales y la música al principio de cada año.

### Efectos especiales

#### Efectos visuales
Para la trilogía se utilizaron innovadoras técnicas y efectos visuales digitales. La primera película cuenta con alrededor de 540 efectos, la segunda 799 y la tercera 1488 (2730 en total). El total se incrementa hasta 3420 en las versiones extendidas. 260 artistas de efectos visuales trabajaron en la trilogía, y el número se duplicó para Las dos torres. El equipo técnico, encabezado por Jim Rygiel y Randy Cook, trabajó duro haciendo horas por las noches, obligado a producir efectos especiales en un corto espacio de tiempo por la imaginación hiperactiva de Jackson. Por ejemplo, varias de las secuencias principales de la Batalla del Abismo de Helm fueron generadas en las últimas seis semanas de postproducción de Las dos torres, y lo mismo volvió a ocurrir en las últimas seis semanas de El retorno del Rey. A pesar de que Weta Workshop fue la principal responsable de la mayor parte de los efectos visuales de las películas, la escena donde Arwen confronta a los Jinetes Negros en La comunidad del anillo fue hecha enteramente por Digital Domain.
La producción presentó complicaciones tras el uso de dobles a escala, al igual que con la perspectiva forzada a un nivel nunca antes visto en la industria del cine. Con esto, se utilizaron grandes y pequeños dobles a escala en ciertas escenas, mientras que se construyeron duplicados de algunos escenarios (incluyendo Bolsón Cerrado en Hobbiton) en dos escalas distintas, con el propósito de que los diferentes personajes se apropiaran a su respectivo tamaño. Igualmente se empleó la perspectiva forzada para que se notara que los hobbits (cuyo tamaño es relativamente pequeño) estaban interactuando con los humanos y los elfos, que poseen una altura superior. Weta acuñó el término «maxitura» para las 72 miniaturas producidas en la cinta, en referencia a su enorme tamaño. Dichas miniaturas albergan la escala 1:4 del Abismo de Helm, que, acompañada por la de Moria y Osgiliath, fue una de las primeras que se creó. La mayoría de los sets se edificaron para dar lugar a la composición de modelos y pinturas mate.
Muchas de las criaturas de la Tierra Media, ya sean los trolls, los Balrogs, los ents, los huargos, los olifantes, así como Ella-Laraña, entre otros, fueron creados por computadora en su totalidad. Los creadores dedicarían meses a la creación y modificación de las criaturas, en el instante en el que los diseños de los bocetos fuesen previamente esculpidos en maquetas con cinco pies de sostén y escaneados a computadora. Era entonces cuando los animadores ajustarían los esqueletos y músculos de cada cuerpo sin animar y posteriormente los entintarían a partir de maquetas pintadas y previamente escaneadas. Weta comenzó a animar a Gollum al término de 1998, utilizando un sistema de músculo humano genérico, con el objetivo de convencer a New Line de que el resultado podía en efecto lograrse. El personaje generado por computadora se erigió a partir de las características faciales de Andy Serkis, así como de su voz y decisiones de actuación. Serkis basó su voz en sonidos que solía emitir su gato. En un principio el equipo de animación pensó en usar dos técnicas para elaborar al personaje de Gollum: la captura de movimientos y la manipulación de marionetas (keyframe). El equipo de rodaje había grabado dos tomas de cada escena en la que aparecía Gollum, una con Serkis como referencia para el resto de actores y otra sin él para que los animadores pudieran introducir más tarde al Gollum digital. Sin embargo, cuando el equipo de Weta vio las tomas, observaron que los actores interpretaban mejor en las que aparecía Serkis, así que decidieron usar la técnica del rotoscopio para Gollum, ya que permite crear un personaje digital siguiendo una referencia filmada en vivo.

#### Efectos de sonido
Los técnicos de sonido pasaron la primera parte del año intentando encontrar los sonidos adecuados. Para algunos el equipo tuvo que comprar a animales como tigres y morsas. También se usaron voces humanas: Fran Walsh contribuyó al grito de los Nazgûl y David Farmer a los aullidos de los huargos. Para otros sonidos se utilizaron fuentes menos obvias: el chirrido de las bestias aladas de los Nazgûl es, en realidad, el rebuzno de un asno; y el chillido de los mûmakil procede del comienzo y el final del rugido de un león. Además, la mayoría de los diálogos fueron doblados en postproducción por los mismos actores y editores de sonido. Dado que no poseían una librería de sonidos en los que sostenerse, se vieron en la necesidad de recrear sonidos desde el inicio de la producción.
Los técnicos trabajaron con localizaciones en Nueva Zelanda para lograr muchos de los sonidos, de los cuales muchos tomaron como punto de inspiración ciertos textos y descripciones de la novela original de Tolkien. Regrabaron los de las escenas de Moria en túneles abandonados para lograr los efectos de ecos y reverberaciones. 20 000 aficionados al críquet neozelandeses proporcionaron el ruido del ejército de los uruk-hai de Las dos torres, con Jackson actuando como director de orquesta durante el descanso entre entradas de un partido de críquet internacional de un día entre Inglaterra y Nueva Zelanda en el Estadio Westpac. Se dedicaron a grabar los sonidos de un cementerio por la noche, y a trabajadores de la construcción dejando caer bloques de piedra para los sonidos de los peñascos que se lanzan en El retorno del Rey. Los gritos de los Nazgûl fueron a los que más se les añadió voces reales atravesadas ya a un proceso de edición, mientras que los aullidos de los huargos provienen de una combinación de David Farmer y de ladridos de perros que poseía en su colección de sonido. Además, los técnicos trabajaron en Estados Unidos durante el verano de cada año de postproducción, y tras esta época regresaban a Nueva Zelanda de tres a cuatro meses para seguir trabajando. Por ejemplo, en el territorio americano grababan elefantes procedentes de Arkansas, o en Oregón simples animales como un asno.
Farmer también recurrió a animales marinos para la realización de efectos especiales de los sonidos de ciertas criaturas importantes en la trilogía. Los orcos que emergen en las minas de Moria recrean una instancia de pequeños elefantes marinos; por otra parte, los uruks, más salvajes que los anteriormente mencionados, requerían de un sonido muy diferente al que producían los orcos, por lo que grabaron a leones marinos y lo obtenido se mezcló con voces humanas para agregar «variedad y una reacción más humana».
El proceso de mezcla se llevó a cabo entre agosto y noviembre en «The Film Mix», antes de que Jackson encargara la edificación de un nuevo estudio en 2003. El nuevo edificio, sin embargo, no estuvo acabado para empezar la mezcla de El retorno del Rey.

### Montaje

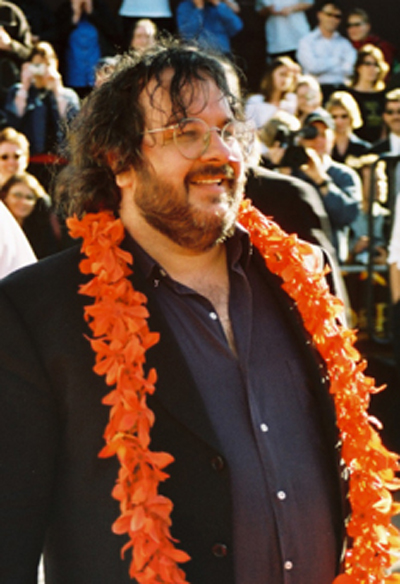
Peter Jackson, director de la trilogía de El Señor de los Anillos, en 2003.

Para reducir la presión sobre el último puesto de la cadena de postproducción, Jackson contrató directores de montaje diferentes para cada película: John Gilbert trabajó en La Comunidad del Anillo; Michael J. Horton y Jabez Olssen en Las dos torres; y Jamie Selkirk, consolidado colaborador de Jackson en trabajos previos, y Annie Collins en El retorno del Rey. Los copiones diarios con las escenas rodadas de 1999 a 2002 a menudo duraban hasta cuatro horas. Desde ellos se montó una primera versión en bruto de unas cuatro horas y media por película. En total más de 1800 kilómetros de película grabada se recortaron hasta las 11 horas y 23 minutos (683 minutos) de duración que suman los tres DVD en versión extendida. El montaje fue la operación final en la que las películas tomaron su forma definitiva, y durante la que Jackson se dio cuenta de que hasta el mejor script puede quedar en ocasiones redundante en la pantalla. Se vio obligado a retirar a diario escenas completas de múltiples tomas.
El montaje de la primera película fue relativamente fluido, hasta que Jackson se descolgó con la idea de una versión extendida posterior, aunque tras un visionado en New Line fue necesario volver a montar el principio para introducir un prólogo. Las dos torres siempre fue calificada por el equipo como la más difícil de montar de las tres películas, pues «no tenía principio ni fin», y contaba con la dificultad adicional de intercalar adecuadamente las líneas argumentales. Jackson continuó alterando el montaje de la película incluso con esa parte del programa oficialmente acabada, por lo que algunas escenas, como la nueva forja de Andúril, el flash-back de la historia de Gollum, y la renuncia de Saruman, fueron trasladadas a El retorno del Rey. Más tarde, la renuncia de Saruman fue cortada (no sin controversia) del montaje para las salas (pero no de la versión extendida) al sentir Jackson que no era suficientemente efectista como para empezar con ella la tercera película. Como el resto de su postproducción, el montaje de la tercera película fue muy caótico. De hecho, la primera vez que Jackson vio la película acabada fue en el estreno de Wellington.
Con todo, lo cierto es que gran parte del metraje rodado no se utilizó en las películas proyectadas en las salas, y ni siquiera en sus versiones extendidas en DVD. Los descartes más relevantes produjeron el acortamiento de importantes escenas de la trama, eliminaron tomas sueltas, o, incluso, escenas completas. Entre los primeros se pueden mencionar las siguientes escenas significativas que fueron concebidas más largas que el montaje final:
- la Batalla de la Última Alianza, presentada en el prólogo de La Comunidad del Anillo;
- el diálogo del Concilio Blanco, en el que Gandalf explicaba cómo Sauron forjó el Anillo Único;[12]
- el intento de Boromir de hacerse con el Anillo;[12]
- las visiones de la Tierra Media que tiene Frodo al ponerse el Anillo;[12]
- la batalla en Parth Galen;[12]

De los segundos, se pueden enumerar las siguientes tomas sueltas cortadas, conocidas por haber sido mencionadas por el equipo, o vistas en tráiler u otro material promocional:
- una oscura imagen de los tráileres de dos jóvenes elfas jugando en Rivendel;
- diversas tomas, mencionadas por el equipo en los comentarios de los DVD, de un animal (se usaron varios, desde conejos hasta un ciervo) molestando a Frodo y Sam en el Bosque Cerrado;[12]

Y de los terceros, se enumeran las siguientes escenas completas desaparecidas de las películas:
- el ataque de los orcos de Moria sobre los flets en las lindes de Lothlórien después de que la Compañía saliera de las minas. Gran parte del metraje de esta se pudo ver como material promocional del lanzamiento en DVD de la versión de las salas de La Comunidad del Anillo, en sus folletos, como material documental en los DVD de las ediciones extendidas y en las imágenes de los juegos de cartas coleccionables;
- un ataque de un uruk-hai a Frodo y Sam en el río Anduin;[12]
- una visión de Faramir en la que se imagina a Frodo transformándose en una criatura similar a Gollum;[16]
- un combate entre Sauron y Aragorn en la Puerta Negra. En contra de lo aparente, la escena sí se incluyó en El retorno del Rey, pero con un troll generado por ordenador ocultando la imagen de Sauron y sustituyéndole en la acción, pues Jackson pensó que la escena con Sauron era inapropiada. En ella se ve también a Sauron bajo la apariencia maravillosa de Annatar, el Señor de los Dones.[23]

Peter Jackson ha comentado que le gustaría incluir algunas de estas últimas escenas no empleadas en una futurible «Ultimate Edition» de la trilogía, probablemente en alta definición. No serían insertadas en los montajes existentes de las películas, sino accesibles para su visionado independiente. Esta edición también podría incluir tomas descartadas.

## Lanzamiento y recepción

### Rendimiento comercial
Producida con un presupuesto de 93 millones USD, El Señor de los Anillos: la Comunidad del Anillo debutó en cines el 19 de diciembre de 2001. Si bien algunos analistas de la industria del cine consideraban que un posible fracaso en recaudaciones de La Comunidad del Anillo provocaría que New Line Cinema fuese adquirida por Warner Bros., en su primer fin de semana en carteleras estadounidenses recaudó un total de 47 millones USD, ganando en total 871 millones USD a nivel mundial durante su exhibición en 3381 salas de cine. De esta forma, se convirtió en la segunda película con mayores recaudaciones de 2001, solo superada por Harry Potter y la piedra filosofal. Las dos torres debutó el 18 de diciembre de 2002; obtuvo 62 millones USD en su primer fin de semana en EE.UU, y recaudó un total de 926 millones USD durante su paso por 3622 salas de cine a nivel mundial. De esta forma, superó a su predecesora en recaudaciones, convirtiéndose asimismo en la película más exitosa de 2002, superando a la segunda entrega fílmica de Harry Potter (La cámara secreta). Tras su estreno el 17 de diciembre de 2003, la última película de El Señor de los Anillos recaudó 72 millones USD en su fin de semana inaugural en los Estados Unidos, convirtiéndose finalmente en su momento en la segunda cinta más exitosa de todos los tiempos, al recaudar 1119 millones de dólares a nivel mundial en las 3703 salas de cine donde se proyectó, solo por debajo de Titanic (1997, con 1843 millones).
La trilogía cinematográfica de El señor de los anillos es una de las cinco franquicias de medios más exitosas en la historia del cine, siendo superada por las películas de Harry Potter, James Bond, Star Wars y el UCM, sin tomar en cuenta los ajustes respectivos por inflación, mientras que en espectadores ocupa la sexta posición, con un total de 2,9 millones de entradas vendidas. No obstante, es la trilogía fílmica con mayores recaudaciones de todos los tiempos a nivel mundial, superando a otras como las dos trilogías de Star Wars, Piratas del caribe, los filmes de Spider-Man dirigidos por Sam Raimi y Parque jurásico. En total, recaudó 2910 millones USD.
| Título                                | Fecha de estreno                      | Duración                              | Presupuesto (en USD)                  | Recaudación total mundial (USD) | Clasificación (*) |
| ------------------------------------- | ------------------------------------- | ------------------------------------- | ------------------------------------- | ------------------------------- | ----------------- |
| La Comunidad del Anillo               | 19 de diciembre de 2001               | 178 minutos                           | 93 millones                           | 871 530 324                     | 26.º              |
| Las dos torres                        | 18 de diciembre de 2002               | 179 minutos                           | 94 millones                           | 926 047 111                     | 19.º              |
| El retorno del Rey                    | 17 de diciembre de 2003               | 200 minutos                           | 94 millones                           | 1 119 929 521                   | 6.º               |
| Recaudación total de los tres filmes: | Recaudación total de los tres filmes: | Recaudación total de los tres filmes: | Recaudación total de los tres filmes: | 2 917 506 956                   |                   |

(*): Clasificación de la película en la lista de filmes más taquilleros de la historia.

### Crítica
La mayor parte de la crítica ha elogiado la trilogía; Kenneth Turan, de Los Angeles Times, escribió que «las películas de El Señor de los Anillos no encontrarán pronto, si es que ocurre, su igual». Ian McKellen, Sean Astin, Sean Bean, Andy Serkis y Bernard Hill sobresalieron en varias encuestas por sus actuaciones, mientras que los efectos especiales de las escenas de los enfrentamientos y el personaje de Gollum se convirtieron en dos de los rasgos mejor recibidos por la crítica. Unos cuantos críticos, como Roger Ebert, de Chicago Sun-Times, no calificaron a la trilogía con una alta evaluación; si bien Ebert aplaudió los efectos especiales, se mostró exigente con la historia, y de hecho ninguna de las cintas apareció en sus listados Top 10 de sus respectivos años. El trabajo de adaptación llevado a cabo para volcar el contenido de la obra de Tolkien en formato cinematográfico ha sido objeto de controversia. Aunque se reconoce el esfuerzo llevado a cabo en adaptar un guion de estas características, así como la dificultad del proyecto, se ha criticado la existencia de cambios y añadidos que van más allá de las meras necesidades de metraje. En particular, los cambios en algunos personajes (como Merry, Pippin o Denethor) o la presencia de los elfos en el abismo de Helm. El propio Jackson no ha tenido problemas en reconocer este hecho. Traduciendo sus palabras: «No es realmente El Señor de los Anillos..., pero pese a eso es una gran película».
Tras su estreno, La Comunidad del Anillo obtuvo aclamación universal por parte de la crítica. Ebert señaló: «Peter Jackson... ha hecho un trabajo de, y para, nuestra época. Será amado, sospecho, por muchos fanáticos de Tolkien y tendrá los aspectos del cine de culto. Es candidata para varios premios Óscar. Es una producción asombrosa en su audacia y amplitud, y hay pequeños toques que son simplemente correctos». A su vez, USA Today le dio una evaluación positiva y dijo en su reseña: «Esta versión fílmica de un libro amado debería complacer tanto a los devotos como a los aún no conocedores del libro». Algunos críticos que no se consideraban seguidores del material original de Tolkien elogiaron igualmente la producción; Elvis Mitchell, de The New York Times, mencionó: «La festiva dirección inicial del Sr. Jackson brinda un toque fresco y vivo que normalmente no se viene a la mente cuando el nombre de Tolkien es mencionado». De manera similar Lisa Schwarzbaum, de Entertainment Weekly, escribió: «El reparto puede asumir sus roles con modestia, indudablemente, pero Jackson lo hace fácil para ellos: su Comunidad fluye, nunca desvaneciéndose por el bien de su propia belleza admirativa... Cada detalle de la cinta me absorbió. Quizá nunca he hojeado una página de Tolkien, pero conozco el encanto cuando lo veo». Mientras tanto, las actuaciones de Mortensen y McKellen fueron destacadas por Rita Kempley, de The Washington Post, comparando al personaje de este último con el de Merlín. Peter Travers, de Rolling Stone, subrayó: «Es la emoción que hace que La Comunidad se quede incrustada en el recuerdo... Jackson merece disfrutar su éxito. Ha hecho una película de tres horas que deja al espectador con ganas de más». No obstante, Peter Bradshaw, de The Guardian, notó algunos aspectos negativos en la película; en su reseña apuntó: «Hay un ritmo en la historia que conlleva una serie de complicaciones, una percepción de que nada ocurre, lo más desconcertante posible debido al contexto mítico cuajado e indigesto que tenemos que comprender para que al final nada ocurra en lo absoluto».
Por otra parte, Las dos torres logró primordialmente críticas positivas. J. R. Jones, del Chicago Reader, señaló que esta continuación tiene «más detalles gráficos en sus escenas violentas y más fantasía en sus efectos digitales que la primera parte». A su vez David Ansen, de Nesweek, se mostró impresionado por la producción, ya que consideró que, a pesar de haber sido estrenada un año después de la primera parte, mantiene la atención del espectador de una manera semejante a la cinta predecesora. Uno de los aspectos mejor recibidos por la crítica fue la incorporación de Gollum, una criatura creada completamente con efectos por ordenador, la cual algunos medios catalogaron como un «importante logro» en el rubro de los efectos especiales. Si bien las escenas de las batallas fueron elogiadas por su calidad visual, varios críticos consideraron que eran redundantes y extensas, lo cual le restaba parte del sentido mitológico que envolvió a la producción previa. De acuerdo a John Puccio, del sitio web DVD Town: «Amé La Comunidad del Anillo, al igual que Las dos torres. A pesar de sus extensas secuencias de batalla, especialmente al final, la consideré muy estimulante. Quizá no tenga el encanto de la primera película, pero no significa que no sea encantadora. Mi reacción, en todo caso, es en contraste a la mayoría de mis viejos estudiantes que vieron la película en ese entonces; ellos disfrutaron aún más la constante acción presente en Las dos torres sobre la calma relativa de La Comunidad. Cada quién».
La gran mayoría de los críticos concluyeron que El retorno del Rey ofrece más elementos de acción, mitología y fantasía que las dos cintas previas. Peter Howell, de Toronto Star, detalló: «[La película] completa la trilogía de forma magnífica, y todo el honor y los elogios se deben a las mentes visionarias detrás del proyecto [en referencia a Jackson y la producción]». Según el sitio web Urban Cinefile, la tercera y última parte de la serie es «un cuento de héroes unidos por una amistad; la relación especial entre los hobbits Frodo y Sam nos conquistó a la mayoría». Mientras tanto Scott Weinberg, de DVD Talk, destacó: «Tomaría 30 años y 40 relanzamientos antes de que se pudiera hallar algo malo qué decir sobre El retorno del Rey». Kam Williams, del semanario Princeton Town Topics, dijo: «Un final absolutamente absorbente que consolida a la trilogía posiblemente como la mejor fábula mítica jamás llevada a la pantalla grande». Para Garth Franklin, del sitio web Dark Horizons, El retorno del Rey es «una experiencia cinematográfica que te será imposible olvidar prácticamente, es más que un cierre necesario a una de las franquicias más grandes de todos los tiempos». A pesar de ellos, algunos críticos como Geoff Andrew, de Time Out, encontraron aspectos negativos en sus reseñas del filme; en su momento, Andrew apuntó: «Algunos hilos argumentales son abreviados de manera cruda; otros fallan en desarrollar elementos que ya estaban bien establecidos».
En el sitio de reseñas Rotten Tomatoes, el trío de filmes obtuvo un promedio de 94 % de aprobación de la crítica en general —92 %, 96 % y 94 %, respectivamente—, convirtiéndola así en la segunda trilogía más aprobada de todos los tiempos, solo por detrás de las películas de Toy Story (en las cuales las primeras dos películas obtuvieron un 100 % perfecto, mientras que la tercera se hizo acreedora a 99 %) y por encima de la trilogía original de Star Wars (94 %, 97 % y 78 %, respectivamente). Igualmente, Metacritic asignó 92 %, 88 % y 94 %, respectivamente, a las cintas de El Señor de los Anillos sobre la base de las diversas críticas recopiladas, por lo que la catalogó como una de las dos trilogías mejor criticadas en la historia del cine, además de incluirla en su top 100 de las «películas con mejores reseñas de Metacritic», junto con Toy Story. La trilogía aparece asimismo en varios listados top 10/top 100, como el de la Dallas-Fort Worth Film Critics Association, al igual que en el de la revista Time y el de James Berardinelli. En 2007, USA Today nombró la serie de películas como una de las más importantes de la época contemporánea. Entertainment Weekly la incorporó en su lista de «lo mejor de» al final de los años 2010, añadiendo: «¿Trasladar un libro querido a la gran pantalla? No hay de que preocuparse. La trilogía de Peter Jackson —o, como nos gusta llamarle, nuestro precioso— ejerció su irresistible atracción en las audiencias élfica y neófita por igual». En otro listado elaborado por Time, la trilogía se posicionó en el segundo lugar de «las mejores películas de la década».
| Película                | Rotten Tomatoes    | Rotten Tomatoes   | Metacritic        | Yahoo! Movies   |
| Película                | General            | Cream of the Crop | Metacritic        | Yahoo! Movies   |
| ----------------------- | ------------------ | ----------------- | ----------------- | --------------- |
| La Comunidad del Anillo | 91 % (234 reseñas) | 91 % (55 reseñas) | 92 % (34 reseñas) | A (15 reseñas)  |
| Las dos torres          | 95 % (256 reseñas) | 98 % (57 reseñas) | 88 % (39 reseñas) | A- (16 reseñas) |
| El retorno del Rey      | 93 % (274 reseñas) | 94 % (65 reseñas) | 94 % (42 reseñas) | A- (15 reseñas) |
| Total                   | 93 %               | 94 %              | 91 %              | A-              |

### Premios y nominaciones
Las tres películas en conjunto fueron nominadas para un total de 30 premios Óscar, de los cuales ganaron 17, estableciendo un récord para una trilogía cinematográfica. Además, El retorno del Rey estableció el récord de once premios ganados por cada una de las categorías en las que fue nominada y consiguió otra proeza al empatar el récord de mayor número de premios Óscar ganados (11) que poseían Ben-Hur y Titanic. Aunque ninguna de las tres películas consiguió ganar ningún premio en las categorías de mejor actuación, Ian McKellen fue el único de los actores de la trilogía en ser distinguido con una nominación por La Comunidad del Anillo. Además de los premios Óscar, cada película obtuvo su respectivo galardón MTV Movie de «mejor película» así como el de «mejor presentación dramática» en los premios Hugo. Asimismo, la primera y la tercera cinta se hicieron acreedoras a un BAFTA como «mejor película» en sus respectivos años. Es importante mencionar que la banda sonora de Las dos torres no obtuvo ninguna nominación debido a una regla que prohibía la nominación de un compilatorio que incluyera música de otra banda sonora previa. No obstante, este impedimento se anuló poco después, por lo que el material musical de El retorno del Rey sí pudo recibir su nominación, y eventual galardón, en el rubro de «mejor banda sonora». La organización New York Film Critics Circle premió a su vez a El retorno del Rey como «mejor película» en su ceremonia de premiación de 2003, conducida por el crítico Andrew Johnston, líder del organismo en ese entonces, quien la catalogó como «una obra maestra cinematográfica».
A continuación, se señala el número de premios y nominaciones que obtuvo en total cada una de las películas de El señor de los anillos (en la tabla posterior, se muestran únicamente los resultados obtenidos en los premios Óscar, BAFTA y Globo de Oro, los cuales son los más populares en la industria del cine):
- La Comunidad del Anillo — 80 premios y 84 nominaciones.[107]
- Las dos torres — 72 premios y 76 nominaciones.[108]
- El retorno del Rey — 118 premios y 68 nominaciones.[109]

| Premios Óscar        | Mejor actor de reparto                                       | Nominación (Ian McKellen)  | |                             |
| Premios Óscar        | Mejor dirección de arte                                      | Nominación                 | Nominación | Ganador                     |
| Premios Óscar        | Mejor diseño de vestuario                                    | Nominación                 | | Ganador                     |
| Premios Óscar        | Mejor director                                               | Nominación                 | | Ganador                     |
| Premios Óscar        | Mejor montaje                                                | Nominación                 | Nominación | Ganador                     |
| Premios Óscar        | Mejor maquillaje                                             | Ganador                    | | Ganador                     |
| Premios Óscar        | Mejor película                                               | Nominación                 | Nominación | Ganador                     |
| Premios Óscar        | Mejor banda sonora                                           | Ganador                    | | Ganador                     |
| Premios Óscar        | Mejor canción original                                       | Nominación Por «May It Be» | | Ganador Por «Into the West» |
| Premios Óscar        | Mejor fotografía                                             | Ganador                    | |                             |
| Premios Óscar        | Mejor guion adaptado                                         | Nominación                 | | Ganador                     |
| Premios Óscar        | Mejor edición de sonido                                      |                            | Ganador |                             |
| Premios Óscar        | Mejor sonido                                                 | Nominación                 | Nominación | Ganador                     |
| Premios Óscar        | Mejores efectos visuales                                     | Ganador                    | Ganador | Ganador                     |
| Premios BAFTA        | Reconocimiento Anthony Asquith para mejor música de película | Nominación (Howard Shore)  | | Nominación (Howard Shore)   |
| Premios BAFTA        | Mejor sonido                                                 | Nominación                 | Nominación | Nominación                  |
| Premios BAFTA        | Mejor director                                               | Ganador                    | Nominación | Nominación                  |
| Premios BAFTA        | Mejor diseño de producción                                   | Nominación                 | Nominación | Nominación                  |
| Premios BAFTA        | Mejor actor de reparto                                       |                            | | Nominación (Ian McKellen)   |
| Premios BAFTA        | Mejor actor                                                  | Nominación (Ian McKellen)  | |                             |
| Premios BAFTA        | Mejor guion adaptado                                         | Nominación                 | | Ganador                     |
| Premios BAFTA        | Mejor diseño de vestuario                                    | Nominación                 | Ganador | Nominación                  |
| Premios BAFTA        | Mejor película                                               | Ganador                    | Nominación La nominación se incluyó tanto en el rubro «Premios BAFTA Children» como en el de «Premios BAFTA». | Ganador                     |
| Premios BAFTA        | Mejor fotografía                                             | Nominación                 | Nominación | Ganador                     |
| Premios BAFTA        | Mejor montaje                                                | Nominación                 | Nominación | Nominación                  |
| Premios BAFTA        | Mejores efectos visuales                                     | Ganador                    | Ganador | Ganador                     |
| Premios BAFTA        | Mejor maquillaje y peluquería                                | Ganador                    | Nominación | Nominación                  |
| Premios Globo de Oro | Mejor banda sonora                                           | Nominación                 | | Ganador                     |
| Premios Globo de Oro | Mejor director                                               | Nominación                 | Nominación | Ganador                     |
| Premios Globo de Oro | Mejor película - Drama                                       | Nominación                 | Nominación | Ganador                     |
| Premios Globo de Oro | Mejor canción original                                       | Nominación Por «May It Be» | | Ganador Por «Into the West» |

### Reacciones a las modificaciones de la novela
Aunque los filmes fueron bien recibidos por la crítica y por la audiencia, algunos seguidores del libro han manifestado que estos presentan ciertos cambios. Varios también han denunciado el borrado masivo del penúltimo capítulo de la novela, «The Scouring of the Shire», el cual Tolkien sintió en su momento que era temáticamente necesario.
Wayne G. Hammond, un reconocido académico de Tolkien, dijo de las primeras dos cintas:

Encontré que ambas adaptaciones de Jackson son travestis como adaptaciones... fieles solo en un nivel básico del argumento... Recortadas y comprimidas de acuerdo a la necesidad, sí, pero no modifican o añaden nuevo material sin una muy buena razón... En el aspecto en que las películas logran su objetivo, es en mantenerse cerca a lo que Tolkien tan cuidadosamente escribió; donde fallan, parece ser que es donde divergen de él, más seriamente en el aspecto de la caracterización. La mayoría de los personajes en las cintas son meras sombras de los originales en el libro, débiles y disminuidos (notablemente Frodo) o caricaturas insultantes (Pippin, Merry y Gimli)... Los realizadores sacrifican la riqueza de la historia y los personajes de Tolkien, sin mencionar el sentido común, por la violencia, y el humor y las emociones baratas... Muchos de sus críticos han elogiado a la trilogía por su lealtad al libro, o incluso diciendo que es superior a la novela, pero todo esto añade insulto a la herida y está demostrablemente mal...

Algunos seguidores de la novela que se han manifestado en desacuerdo con tales cambios han producido versiones editadas no oficiales de los filmes, en donde removieron muchas de las modificaciones para así mantener el contexto lo más cercano al material original. El resultado es una versión de 8 horas de duración en su totalidad denominada The Lord of the Rings: The Purist Edition.
No obstante, los que apoyan la trilogía consideran que esta es una digna interpretación del libro y que la mayoría de las modificaciones eran necesarias. Varios de los que participaron en la producción son fanáticos de la obra de Tolkien, entre ellos se encuentra Christopher Lee, que había conocido al escritor en persona, mientras que Boyens concluyó que simplemente se trata de su interpretación de El Señor de los Anillos. Otros fanáticos consideraron que, a pesar de los cambios, las películas funcionan a manera de tributo al libro, dirigidas a aquellos que probablemente no lo hayan leído aún, e incluso animándolos a leerlo. La «Guía Fílmica para la Enciclopedia de Arda» (una enciclopedia online acerca de la obra de Tolkien) dice al respecto:

Parece apropiado terminar con una palabra de reconocimiento para Peter Jackson y cualquiera que estuvo involucrado en la versión cinematográfica de El Señor de los Anillos. Aunque, por supuesto, no se han acercado a la amplitud e intrincación de la historia original —eso sería imposible—, lo que ellos han producido es nada menos que una pieza maestra. Los cineastas, y lógicamente Peter Jackson en particular, tienen que ser admirados solo por el hecho de haber tenido la valentía de asumir tal desafío inmenso, sin considerar que produjeron un resultado excepcional. La historia completa de El Señor de los Anillos es probablemente imposible de filmar, pero Peter Jackson se ha acercado más de lo que nadie haya podido imaginar que fuese posible.

En 2005, la «Sociedad Mitopoéica» publicó un volumen de ensayos críticos sobre la trilogía y su impacto en la cultura popular titulado Tolkien on Film: Essays on Peter Jackson’s 'The Lord of the Rings'. El libro ha sido catalogado como «equilibrado» y sus autores como «verdaderos críticos», ya que buscan «discernir sobre cómo las películas se hicieron exitosas y en qué fallaron, así como la necesidad de que su popularidad masiva deba ser elogiada y criticada a la vez». Entre otros tópicos, el ensayo incluye evaluaciones del tratamiento de algunas mujeres de la trilogía comparándola con los temas de Tolkien, así como críticas de los argumentos usados para defender las cintas y pruebas del tratamiento de los héroes y elementos heroicos presente en la trilogía en comparación a la novela y sus fuentes. Cathy Akers-Jordan, Jane Chance, Victoria Gaydosik y Maureen Thum consideraron que la interpretación de las mujeres en las películas, en especial Arwen, es a grandes rasgos leal a los escritos de Tolkien a pesar de algunas cuantas diferencias. David Bratman criticó varios argumentos al defender las películas como meras adaptaciones, considerando que «se trata de la visión de Jackson, no la de Tolkien», «¡Pero en verdad trabajaron muy duro en ella [la trilogía]!», «Atrae a nuevos lectores al libro», «El filme perfecto habría durado 40 horas en total» y «El libro todavía está en la repisa». Además, añadió en su reseña que «Peter Jackson tiene la comprensión de un niño de nueve años de edad sobre Tolkien», dándole a las películas «una nota A en los efectos visuales y utilería, una B... como piezas independientes de trabajo separadas del libro, una C en apego al material Tolkien, y una D... en el apego al espíritu y tono de Tolkien». A su vez, Dan Timmons detalló que la lógica interna y los temas empleados en las películas no son determinados por la interpretación de Frodo, personaje que consideró que era débil en relación con el original creado por Tolkien. Kayla McKinney Wiggins opinó que las cintas malinterpretan la naturaleza de los héroes explicada en los escritos de Tolkien y en su material fuente debido a un cambio en el enfoque de la evolución de los personajes hacia una aventura de acción. Janet Brennan Croft criticó las películas usando los propios términos de Tolkien, «anticipación» y «achatamiento», las cuales utilizó el escritor para criticar a un guion propuesto tiempo antes para una eventual adaptación. Así, contrasta la sutileza de Tolkien con la tendencia de Jackson de «revelar demasiadas cosas en poco tiempo».

## Mercadotecnia
El tráiler promocional de la trilogía se estrenó el 27 de abril de 2000, y estableció un nuevo récord en cuanto a cantidad de descargas, al registrar un total de 1,7 millones de hits dentro de las primeras 24 horas de su debut. El tráiler utilizó algunas piezas de las bandas sonoras de Braveheart (1995) y The Shawshank Redemption (1994), entre otras. En 2001, 24 minutos de escenas de la trilogía, primordialmente de la secuencia de las minas de Moria, se exhibieron en el Festival de Cannes obteniendo buenas críticas. La exhibición anterior se llevó a cabo en una área diseñada a manera de la Tierra Media. Justo antes de la escena de los créditos finales de La Comunidad del Anillo, se insertó un preview de El Señor de los Anillos: las dos torres. Poco después, se estrenó un tráiler promocional con música regrabada del filme Requiem for a Dream (2000). Finalmente, el tráiler promocional de El Señor de los Anillos: el retorno del Rey se insertó exclusivamente en los segmentos previos a la exhibición de la cinta Secondhand Lions (2003), de New Line Cinema, estrenándose el 23 de septiembre de 2003.
Se han producido numerosos artículos inspirados en la franquicia fílmica, que van desde juguetes a réplicas de espadas y mapas, hasta líneas de figuras de acción, juegos de mesa, libros que hablan acerca de la producción o del diseño artístico de la trilogía, y audiolibros, calendarios, calcomanías, almohadas, sábanas, ropa, entre otra diversidad de productos. En cuanto a utilería usada en el rodaje de las cintas, cabe destacarse que el anillo dorado de 14 quilates que se usó para producir réplicas que se usaron en la producción de la primera película, y que representó al Anillo Único, se puso en subasta en el sitio alemán de la tienda virtual eBay. Las ganancias obtenidas por su venta se donaron a una organización regional que atiende a niños con cáncer. Las respectivas licencias de los productos derivados de El señor de los anillos, que según estimaciones han sido usadas por más de 300 compañías a nivel internacional, han estado en poder de empresas como Electronic Arts y Warner Bros. (para el caso de los videojuegos), Games Workshop (juegos de mesa), Danbury Mint, Lladró, Royal Selangor (estas tres últimas de juguetes y accesorios, prioritariamente), Hasbro, Toy Biz (que ha producido aproximadamente 500 tipos de juguetes diferentes, inspirados en la trilogía cinematográfica)y Burger King, por mencionar algunas.
El gobierno de Nueva Zelanda vio también una «oportunidad incomparable» para promocionar la actividad turística, el comercio y las inversiones en el país. De hecho, tras el debut de La Comunidad del Anillo en el West End de Londres, se organizó una cena con el reparto estelar en donde se ofrecieron bebidas producidas por compañías neozelandesas, como Montana y Frucor. Aunado a esto, se promocionaron viajes a lugares que sirvieron como locaciones, como el caso de Las dos torres, en que se ofrecieron viajes guiados a la locación de Hobbiton. Si bien al principio New Line Cinema no estaba de acuerdo con esto, ya que «la conexión de la Tierra Media con Nueva Zelanda [...] destruía el misterio de las películas», al final accedió.
David Imhoff, vicepresidente ejecutivo de New Line Cinema, afirmó que «[la mercadotecnia de la trilogía] se trató sobre dejar que el mercado se estableciera por si solo, y funcionó maravillosamente». La revista estadounidense The Hollywood Reporter estimó que, hasta 2004, se habían obtenido ingresos de hasta 1 200 millones USD producto de las ventas de artículos relacionados con los filmes de Jackson. Si se toma en cuenta la distribución en formatos de video, New Line Cinema calculó que la cifra se incrementaba a 2 500 millones USD. En 2003, la Licensing Industry Merchandisers' Association (LIMA) reconoció a la franquicia de películas y sus productos derivados como la «Mejor marca de entretenimiento» en ese año.

### Productos coleccionables
Se han lanzado productos para coleccionistas distribuidos por Weta Digital y producidos en asociación con Sideshow Collectibles, y que están basados en los escenarios de las películas. Igualmente, existen estatuillas, placas, bustos y armas a escala. Por otra parte, tanto Weta como Sideshow produjeron una línea de reposalibros acompañados de una edición de El señor de los anillos. Otros productos coleccionables incluyen sillas, una máquina pinball, estampas y monedas. Generalmente estos productos se comercializan a través del sitio web de New Line Cinema, así como otros relacionados con mercadotecnia de El señor de los anillos.
La empresa británica Games Workshop puso a la venta una línea de figuras en miniatura inspirada en los personajes de las películas, aunado a una serie de tarjetas producida por Decipher, Inc., entre los cuales sobresale The Lord of the Rings Trading Card Game, que además incluyó bocetos con imágenes de personajes que aparecen en los libros y que no se consideraron en la trilogía de filmes.

### Juegos
Existen diferentes juegos de mesa, inclusive algunos exclusivos para cada película de la trilogía. En esta categoría de productos destaca la labor de Hasbro, que lanzó versiones de El Señor de los Anillos de sus líneas Monopoly, Trivial Pursuit, Risk y Stratego. De forma similar, se han producido tableros de ajedrez y de backgammon.
En concepto de videojuegos, en octubre de 2002 debutó el título El Señor de los Anillos: las dos torres, de Electronic Arts, para las plataformas Nintendo GameCube, Xbox y PlayStation 2. Este se halla basado en las primeras dos películas dirigidas por Jackson y consta de más de 12 niveles de juego. Además, posee un menú con avances promocionales de las cintas mencionadas, así como entrevistas con parte del reparto principal, entre otras características. Al año siguiente, en noviembre de 2003, Electronic Arts lanzó El Señor de los Anillos: el retorno del Rey para las mismas consolas anteriores además de versiones para PC y Game Boy Advance, donde el jugador puede controlar hasta ocho personajes, incluidos Gandalf, Aragorn, Legolas y Frodo. Posteriores juegos se han producido, incluyendo títulos exclusivos para PC, notablemente por medio de licencias solicitadas a Middle-earth Enterprises, a partir del éxito de las películas, que, sin embargo, se han desviado del enfoque cinematográfico para basarse más en los libros de Tolkien.

### Formatos de video casero

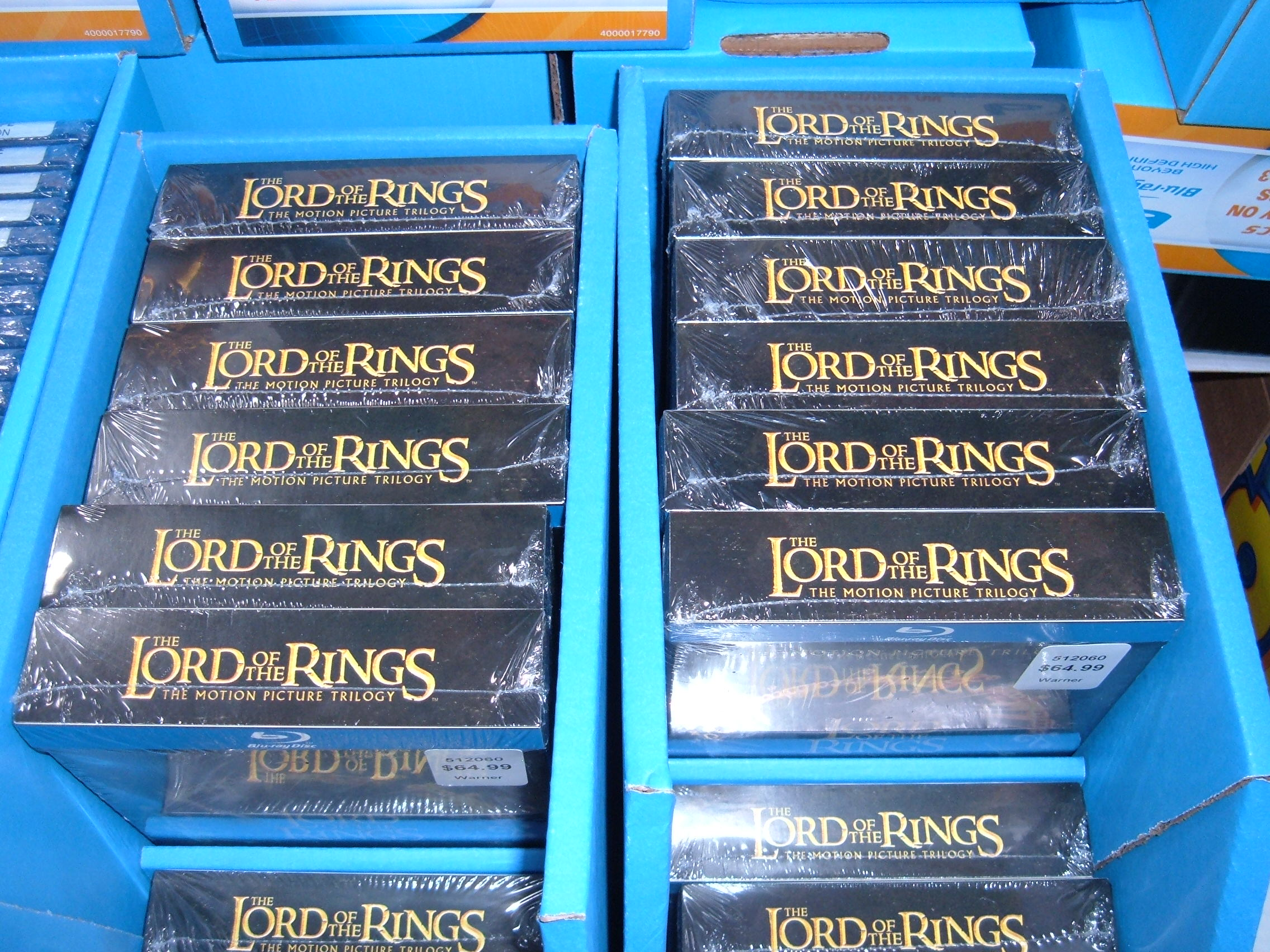
Cajas de la edición en Blu-ray de la trilogía completa, expuestas en un establecimiento para su venta.

Tras el término de la emisión de cada película en salas de cine, estas se estrenaron en formato DVD y VHS. Los formatos fueron lanzados en una edición de dos discos o dos casetes, dependiendo del formato; uno de estos contenía la película y el otro incluía contenido extra, ya sea concernientes a la producción de cada película, especiales detrás de escenas, así como un preview de su sucesora. Por lo general se comenzaron a distribuir en los inicios del otoño siguiente al estreno de su película correspondiente, a excepción de El retorno del Rey, cuyo formato en DVD y VHS llegó apenas hubo comenzado el verano de 2004.
Además, se dio lugar a la producción de ediciones extendidas de cuatro discos, que contienen ediciones, efectos especiales y música inéditos.
Los cortes extendidos de las películas y las características especiales incorporadas en los mismos fueron luego unidos en dos discos, y se lanzó igualmente una edición para coleccionistas la misma fecha que su respectiva edición prolongada. Con respecto a estas ediciones distintivas, La Comunidad del Anillo se estrenó en este formato el 12 de noviembre de 2002, con 30 minutos adicionales de grabaciones, y la ilustración de Alan Lee donde los personajes entran a Moria, así como la puerta de Moria en la parte posterior de la edición. Igualmente, se incluyó una pareja de Argonath en la edición de coleccionistas. Por otra parte, las ediciones extendidas y de colección de Las dos torres debutaron el 18 de noviembre de 2003 con 44 minutos adicionales de filmación, una imagen hecha por Lee de la entrada de Gandalf el blanco, con la edición para coleccionistas conteniendo una estatua de Gollum (de hecho, una versión basada en la misma estuvo disponible a la venta por un tiempo limitado). Finalmente, El retorno del Rey se estrenó en estos especiales formatos caseros el 14 de diciembre de 2004 con 52 minutos extra de escenas, una pintura de los Puertos Grises y un modelo de Minas Tirith para la edición coleccionista (Minas Morgul estuvo disponible, al igual que ocurriera con Gollum, por un cierto período).
Las ediciones extendidas especiales también contenían mapas en el interior de cada paquete con los viajes hechos por la comunidad del anillo. Dichas versiones se han llegado a exhibir en salas de cine, como por ejemplo el 16 de diciembre de 2003, cuando se realizó una exhibición maratónica (titulada «Trilogy Tuesday») que finalizó con la proyección de la tercera película a medianoche. El 14 de noviembre de 2006, la trilogía completa se lanzó en un set de seis discos DVD, en un plazo limitado a la venta en el mercado.
Warner Bros. lanzó las versiones cinematográficas de la trilogía en formato Blu-ray en un set compilatorio el 6 de abril de 2010; el conjunto incorporó más de siete horas de contenido extra en un total de nueve discos (tres de los cuales eran los filmes), entre las cuales se incluyó la adaptación cinematográfica de 1978 dirigida por Ralph Bakshi. Asimismo, un set con las ediciones extendidas para este formato estuvo disponible en preorden en el sitio Amazon.com en marzo de 2011, con un lanzamiento el 28 de junio de 2011.

## Influencia posterior

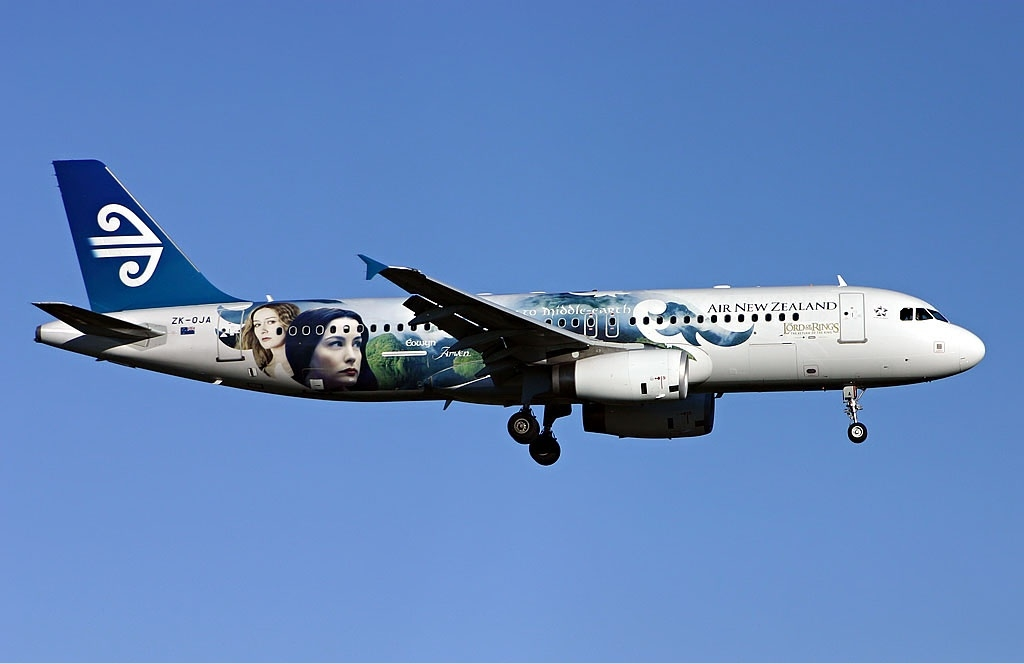
La aerolínea Air New Zealand promocionó las películas mediante unidades de Airbus A320.

El estreno de los filmes incrementó el interés no solo en El Señor de los Anillos sino también en las demás obras de Tolkien, con lo cual se disparó su influencia en la cultura popular. Este renacimiento del fenómeno Tolkien incrementó de forma significativa las ventas de sus novelas homónimas, incluyendo El hobbit. De hecho, el propietario de una tienda departamental que comercializa productos relacionados con los filmes mencionó que la franquicia es popular «tanto en niños como en adultos», y varios padres de familia veían en las películas una forma idónea para que sus hijos conocieran El Señor de los Anillos. Circularon rumores de que la familia Tolkien se mostró dividida en cuanto a la trilogía; Christopher Tolkien y Simon Tolkien discutieron en su momento si era o no una buena idea adaptar la novela. No obstante, Christopher Tolkien negó esos rumores al decir: «Mi opinión es que El Señor de los Anillos es peculiarmente inapropiada para ser transformada en una forma dramática visual. Las sugerencias que se han hecho de que yo 'desapruebo' las películas, incluso hasta llegar al grado de pensar mal de aquellos con los que podría diferir, carecen en su totalidad de fundamento». A lo anterior, añadió que nunca había «expresado tal sentimiento».
En 2006, debutó una adaptación musical de El Señor de los Anillos en Toronto, Canadá, que, sin embargo, se canceló después de obtener malas críticas. Una nueva versión de la anterior se estrenó en el verano de 2007 en Londres, Inglaterra. En diciembre de 2002, se estrenó The Lord of the Rings Motion Picture Trilogy: The Exhibition en el Museo Te Papa en Wellington, Nueva Zelanda. Hasta 2007, la exhibición había visitado otras 7 ciudades en todo el mundo. En 2004, Howard Shore realizó un tour denominado The Lord of the Rings Symphony, consistente en una exhibición de dos horas con piezas musicales de las películas. El éxito también se tradujo en la producción de videojuegos y otro tipo de productos basados en El Señor de los Anillos.
Como resultado del éxito de la trilogía, Peter Jackson se involucró más en el negocio del cine, llegando al nivel de Steven Spielberg y George Lucas, asociándose incluso con personalidades conocidas de la industria como Bryan Singer, Frank Darabont y James Cameron. Jackson fundó asimismo su propia compañía productora, Wingnut Films, así como la empresa de videojuegos Wingnut Interactive. Después de El Señor de los Anillos, tuvo la oportunidad de realizar una nueva versión de King Kong. Si bien obtuvo un cuantioso éxito comercial y gozó de buenas críticas, la producción no se equiparó al éxito logrado por la trilogía de El Señor de los Anillos. Cabe señalarse que Jackson ha sido catalogado como un «hijo predilecto» de Nueva Zelanda. Junto con las cintas de Harry Potter, la trilogía renovó el interés en el género fílmico de la fantasía. Además, la actividad turística en Nueva Zelanda se ha visto fortalecida debido al impacto de los filmes.
Los efectos visuales son unos de los logros que más se le ameritan a la trilogía. Según propias palabras de Roger Ebert del Chicago Sun-Times, las películas de El Señor de los Anillos, al igual que Avatar y la saga de Star Wars, emplean «una nueva generación de efectos especiales». Varios de los programas que se desarrollaron al momento de la producción para posibilitar nuevas e innovadoras técnicas de efectos especiales (tanto para secuencias realistas como de animación), al igual que otros métodos digitales, se utilizaron en filmes posteriores al estreno de El retorno del Rey, entre ellas Yo, robot, Happy Feet, 300, Harry Potter y la Orden del Fénix, Vantage Point, Avatar y Rise of the Planet of the Apes.
Después del éxito de la trilogía de Jackson, en septiembre de 2006, la compañía Metro-Goldwyn-Mayer, que había comprado United Artists y por tanto era propietaria de los derechos de El hobbit, expresó su interés en trabajar en equipo con New Line y Jackson para hacer la protosecuela de la trilogía. No obstante, Jackson había presentado una demanda contra New Line a causa de la pérdida de ingresos procedentes de los productos de La Comunidad del Anillo, por lo que las relaciones entre el director y la compañía estaban rotas. El guion fue dividido en tres películas (Un viaje inesperado, La desolación de Smaug y La batalla de los Cinco Ejércitos) y, en un principio, iba a estar acabado en 2008, pero el mexicano Guillermo del Toro, entonces acreditado como director de la precuela, confirmó en una entrevista a principios de 2009 que aún les quedaba trabajo por hacer. Tras la renuncia de Del Toro como director, Jackson se hizo responsable del cargo. El rodaje, que tuvo lugar en Nueva Zelanda, comenzó finalmente el 21 de marzo de 2011, Un viaje inesperado se estrenó en diciembre de 2012, La desolación de Smaug en diciembre de 2013 y el estreno de la última parte se dio en diciembre de 2014.
El legado de El Señor de los Anillos también conlleva casos judiciales sobre los beneficios económicos de la trilogía. Un total de 16 miembros del elenco (Noel Appleby, Jed Brophy, Mark Ferguson, Ray Henwood, Bruce Hopkins, William Johnson, Nathaniel Lees, Sarah McLeod, Ian Mune, Paul Norell, Craig Parker, Robert Pollock, Martyn Sanderson, Peter Tait y Stephen Ure) impusieron una denuncia en torno a la falta de beneficios por la mercadotecnia. El caso se resolvió en la corte en 2008, no obstante, el resultado vino muy tarde para Appleby, quien murió de cáncer en 2007. Saul Zaentz también interpuso una demanda en 2004 reclamando que no había obtenido su salario correspondiente a todas sus regalías. Al año siguiente, Jackson incluso demandó al estudio por los beneficios de la primera película, retrasando con ello la producción de las precuelas hasta finales de 2007. El Tolkien Trust denunció en febrero de 2008 una ruptura del acuerdo original de Tolkien sobre los derechos de su obra, que le harían ganar el 7,5 % de las recaudaciones totales de cualquier adaptación cinematográfica de su material. El Trust buscó una compensación de 150 millones USD. Un juez les negó esta opción, aunque sí les permitió ganar la compensación a partir del hecho de que el estudio ignoró los acuerdos del contrato. El 8 de septiembre de 2009, surgió una disputa entre The Trust y New Line que se pensó podría haber afectado la producción de la nueva adaptación cinematográfica de El hobbit.